# Rechtsextremismus

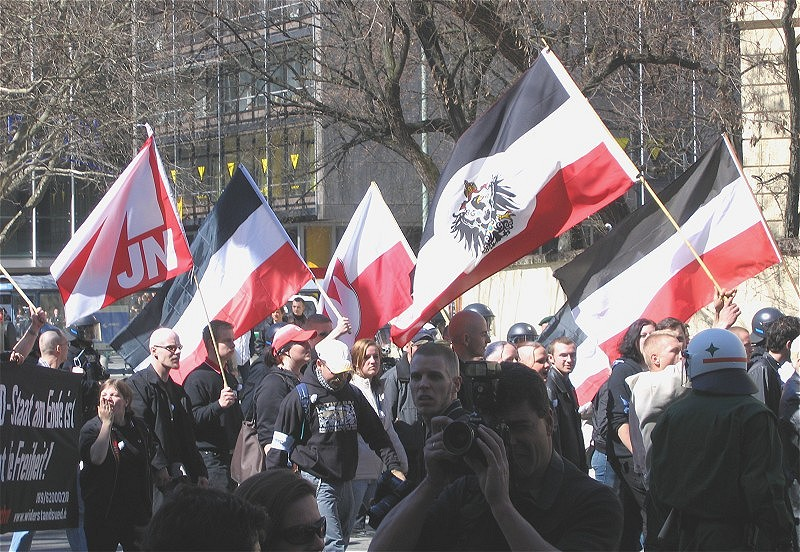
Neonazi-Demonstration am 2. April 2005 in München mit nachgeahmter Reichsdienstflagge des Deutschen Kaiserreichs (vorne)

Rechtsextremismus (auch die extreme Rechte, die äußerste Rechte oder die Ultrarechte) bezeichnet verschiedene extremistische Strömungen innerhalb der politischen Rechten. Der Begriff umfasst ultranationalistische, faschistische, neonazistische oder neofaschistische politische Ideologien und Aktivitäten.
Rechtsextremisten orientieren sich an einer ethnischen Zugehörigkeit, bestreiten und bekämpfen einen Anspruch auf soziale und rechtliche Gleichheit und vertreten ein antipluralistisches, antidemokratisches und autoritäres Gesellschaftsverständnis. Politisch wollen sie den Nationalstaat zu einer autoritär geführten „Volksgemeinschaft“ umgestalten. „Volk“ und „Nation“ werden dabei rassistisch oder ethnopluralistisch definiert.
Kennzeichen solcher Konzepte, insbesondere in Europa, sind verschiedene rechtsextreme Symbole und Zeichen, Geschichtsrevisionismus hinsichtlich bestimmter Epochen, etwa zum italienischen Faschismus und zur Zeit des Nationalsozialismus, Fremdenfeindlichkeit bis hin zum Fremdenhass, antiamerikanische und/oder andere Verschwörungstheorien. Bei organisierten rechtsextremen Gewalttaten spricht man von Rechtsterrorismus.
Nationale Staatsbehörden definieren und behandeln Rechtsextremismus verschieden. Gegenmaßnahmen umfassen zivile und strafrechtliche Mittel der streitbaren Demokratie (→ Rechtsextremismus in der Bundesrepublik Deutschland, Rechtsextremismus in Österreich, Rechtsextremismus in der Schweiz).

## Begriff
Der Begriff enthält eine inhaltliche – politisch „rechts“ stehend – und eine formale Komponente – Extremismus. Beide Bestandteile sind nicht eindeutig und unterliegen der Kritik. Die auf die Sitzordnung in der Französischen Nationalversammlung von 1789 zurückgehende Einteilung des politischen Spektrums nach „rechts“ und „links“ bezieht sich auf eine unbestimmte „Mitte“ der Gesellschaft, die historisch stark schwankend definiert wurde. Positionen, die vor 1945 mehrheitsfähig waren und als gemäßigt galten, etwa der Vertragsrevisionismus in der Weimarer Republik, gelten heute als rechtsextrem.
Zudem bewertet der Begriff etwas als „extrem(istisch)“ und definiert so indirekt die politische „Mitte“ als vom „äußeren Rand“ her gefährdete Normalität. Dies diente meist dazu, die bestehende Ordnung gegen so definierte Theorien, Personen, Gruppen und ihre Politik zu verteidigen. Daher bezeichnen als rechtsextrem Eingestufte sich selbst kaum mit diesem Begriff, sondern heute meist als „konservativ“, „rechtskonservativ“ oder „national“. Dadurch wird die Abgrenzung vom verfassungsgemäßen demokratischen Konservatismus und Patriotismus, die der unscharfe Begriff „Rechtsextremismus“ leisten soll, erschwert. Die entsprechende Abgrenzung vollziehen Politologen, Soziologen und Verfassungsschützer mittels näherer inhaltlicher Abgrenzungen, die der überkommene Begriff an sich nicht enthält.
Umgangssprachlich werden die Begriffe „Rechtsextremismus“ und „Rechtsradikalismus“ oft gleichgesetzt oder nicht scharf voneinander abgegrenzt. Brigitte Bailer-Galanda vom Dokumentationsarchiv des österreichischen Widerstandes kritisierte 2008:

„Leider findet sich auch in der wissenschaftlichen Fachliteratur die gleichzeitige und offensichtlich synonym verstandene Anwendung zumindest der Begriffe Rechtsradikalismus und Rechtsextremismus, wodurch selbst bei Interessierten begriffliche Verwirrung ausgelöst und gefördert wird.“

Die Vossische Zeitung benannte 1924 als rechtsradikal „alle die Gruppen, Bünde und Vereinigungen, die sich teils völkisch, teils deutschsozial, teils großdeutsch, teils nationalsozialistisch nennen […].“
Seit den 1970er Jahren verwendet der deutsche Verfassungsschutz den Begriff „Rechtsextremismus“ für verfassungsfeindliche, gegen die Freiheitliche demokratische Grundordnung (FDGO) gerichtete Inhalte und Aktivitäten, den Begriff „Rechtsradikalismus“ dagegen für politische Ziele im demokratischen Spektrum, die als Ausdruck legitimer Radikalkritik an einer bestehenden Gesellschaftsordnung verstanden werden.
Die Definition beider Begriffe ist (Stand 2008) in der Wissenschaft umstritten und wird durch ihre historisch uneinheitliche Verwendung erschwert. Der Vorschlag einiger Autoren, „das Attribut extremistisch für die Beobachtungsgegenstände der Verfassungsschutzbehörden zu reservieren und die Bezeichnung Radikalismus für das wesentlich breitere sozialwissenschaftliche Betätigungsfeld zu verwenden“, konnte sich bislang nicht durchsetzen.
Neben dem Begriff Rechtsextremismus haben sich im Laufe der Zeit auch die Bezeichnungen die äußerste Rechte (bzw. rechtsaußen) und die Ultrarechte (bzw. ultrarechts) in der Forschung etabliert, die synonym zu rechtsextrem verwendet werden.
Der Soziologe Wilhelm Heitmeyer schlug 2018 den Begriff des „autoritären Nationalradikalismus“ vor, da die korrespondierenden Phänomene Rechtspopulismus und Rechtsextremismus darauf abzielen, Institutionen zu destabilisieren, die wichtig für die Gesellschaft seien.

## Hauptmerkmale
Rechtsextremismus ist eine Sammelbezeichnung für Ideologien, deren gemeinsamer Kern die Überbewertung der ethnischen Zugehörigkeit, die Infragestellung der Gleichheit aller Menschen sowie ein antipluralistisches und autoritär geprägtes Gesellschaftsverständnis ist. Die Verwendung von Verschwörungstheorien kann eine rationale Analyse gesellschaftlicher Missstände ersetzen. Dies dient sowohl der Entlastung als auch der Integration rechtsextremer Gruppen. Zudem werden Verschwörungstheorien herangezogen, um historische Anknüpfungspunkte an den Faschismus und Nationalsozialismus zu schaffen (→ Geschichtsrevisionismus). Häufig Verwendung findet die Behauptung einer „Verschwörung des Weltjudentums“ oder das Anknüpfen an verschwörungstheoretische Elemente des Antiamerikanismus.
Zu den strukturellen Merkmalen des Rechtsextremismus zählen Dogmatismus, Sendungsbewusstsein und ein ausgeprägtes Schwarz-Weiß-Denken. Im politischen Stil lässt sich eine Gewaltlatenz und Gewaltakzeptanz erkennen, die ihren Ausdruck vor allem in verbalen Angriffen auf politische Gegner und Andersdenkende findet.

### Ethnizismus
Rechtsextremisten betonen bei allen sonstigen Unterschieden eine naturgegebene Zugehörigkeit von Menschengruppen zu einem als Ethnie (Abstammungseinheit) oder Rasse verstandenen Volk oder einer Nation. Die Menschen seien durch biologische Abstammung sowie kulturell so stark vorgeprägt, dass kein friedliches, gleichberechtigtes und selbstbestimmtes Zusammenleben verschiedener Ethnien in einem Staat möglich sei. Die Gesellschaft müsse daher zu einem homogenen „Volkskörper“ vereinheitlicht werden. Damit gehen überhöhter Nationalismus und oft auch Rassismus einher, also die Überhöhung des eigenen Volkes gegenüber anderen Ethnien und Nationen. Zur Rechtfertigung wird bis heute auf Rassentheorien verwiesen, die rassistischen Argumentationen eine scheinbare wissenschaftliche Erklärungsgrundlage liefern sollen.
Deren Gestalt kann variieren und wird meist nur vage umrissen. Das „Volk“ wird nicht immer eindeutig „rassisch“ definiert, sondern oft mit einem Ethnopluralismus umschrieben, der die Eigenarten der Völker betont, um die eigene Abstammungseinheit von anderen Völkern und ethnischen Minderheiten abzugrenzen und Konzepte eines Multikulturalismus abzuwehren. Statt der Höherwertigkeit der eigenen Nation betont dieses Konzept teilweise eine Höherwertigkeit der eigenen Kultur und leitet daraus einen Anspruch auf Vorherrschaft ab. Im älteren Sozialdarwinismus wird dagegen ein Zwang zur nationalen Selbstbehauptung nach innen wie außen postuliert.

### Ungleichheit der Menschen
Rechtsextremisten begründen einen minderen Wert und Rechtsstatus bestimmter Individuen und Gruppen durch ethnische, kulturelle, geistige und biologische Unterschiede. Daraus folgen zwangsläufig Freund-Feind-Haltungen und Intoleranz gegenüber Menschen anderer Herkunft und Prägung. Fremden- und Ausländerfeindlichkeit gehen ineinander über; abgelehnt werden meist nicht alle Ausländer, sondern ganz bestimmte ethnisch, rassisch und/oder kulturell als fremd erscheinende Gruppen, die von der eigenen, meist nicht genauer definierbaren Norm abweichen. Es wird zwischen positiv eingeschätzten (willkommenen) und negativ eingeschätzten (unwillkommenen) Ausländern unterschieden und die aktive Ausgrenzung der zweiten Gruppe betrieben.

### Antipluralismus
Rechtsextremisten sehen keine Möglichkeit einer friedlichen Koexistenz unterschiedlicher Interessen und Ansichten in einem Staat. Die gesellschaftlichen Auseinandersetzungen und Meinungsverschiedenheiten werden als schädlich für die Gemeinschaft angesehen. Die Ursache von gesellschaftlichen Konflikten wird in der Ungleichheit der Menschen gesehen. Deswegen sollen pluralistische politische Institutionen durch autoritäre ersetzt werden. Der Rechtsstaat wird als eine die Volksgemeinschaft „zersetzende“ Institution angesehen und seine Grundlagen, wie der Parlamentarismus, eine demokratische Opposition und die Gewährung von gleichen Grundrechten, delegitimiert und/oder bekämpft. Auch die Bemühungen um die Integration von Menschen anderer Herkunft sowie das Konzept einer multikulturellen Gesellschaft werden abgelehnt und als „Verbrechen am eigenen Volk“ diffamiert.

### Autoritarismus
Rechtsextremisten wollen den Nationalstaat durch eine autoritär geführte Volksgemeinschaft ersetzen. Charakteristisch ist ein autoritäres, auf hierarchische und zentralistische Strukturen unter Führung nationaler „Eliten“ ausgerichtetes Politikverständnis. Der liberale Rechtsstaat, der weniger auf Gefügsamkeit als auf die Einsicht zivilisierter Bürger setzt und daher tendenziell unautoritär, gemäßigt und geduldig auftritt, wird von Rechtsextremisten angesichts ihrer radikalen Zielsetzungen als verweichlicht, kraftlos und ineffektiv angesehen. Eine autoritäre Ordnung wird nicht als Bedrohung, sondern als Schutzraum herbeigesehnt; entscheidend sind hierfür oft vorpolitische, persönliche Prägungen (etwa autoritäre Eltern), charakterliche Ursachen oder eine Überforderung durch die vom liberalen Rechtsstaat vorausgesetzte bürgerliche Selbstkontrolle.
Es wird daher ein identischer Volkswille behauptet, sodass „Freiheit“ nur bedeutet, sich diesem unterzuordnen. Individuelle Selbstbestimmung und Chancengleichheit werden zu Gunsten von sozialem Einheitszwang bekämpft. Außenpolitisch folgt daraus – je nach besonderer Ländersituation – meist eine auf Abgrenzung, militärische und ökonomische Machtsteigerung, ethnische „Säuberungen“ und/oder territoriale Expansion ausgerichtete Politik.

## Internationale Szene-Tendenzen
Die wachsende international operierende rechtsextreme Szene nutzt vor allem das Internet zur Kommunikation. Es werden aber auch gemeinsame Demonstrationen, Rechtsrock-Konzerte und Veranstaltungen organisiert. Eine wichtige Rolle spielt die internationale Vernetzung beim Vertrieb von in einigen Staaten verbotenen Produkten mit speziellen Symboliken. Richard Stöss sieht im Ausmaß der Vernetzung von Rechtsextremisten einen wichtigen Indikator für das Bedrohungspotential, das von ihnen ausgeht. Eine kollektive Identität entsteht dabei über die Vorstellung der Zugehörigkeit zu einer gemeinsamen Rasse sowie zu einem gemeinsamen Kulturkreis (Abendland).

### Rechtsextreme Netzwerke
Im europäischen Parlament gibt es Versuche, eine rechtsextreme Fraktion aufzubauen. Die Fraktion Identität, Tradition, Souveränität bestand von Januar bis November 2007. Vorausgegangen waren Bemühungen um eine einheitliche europäische Wahlplattform für die Europawahl 2004 unter dem Dach der Europäischen Nationalen Front. Ein erster Versuch von Rechtsextremisten, sich auf europäischer Ebene zu konstituieren, war die Gründung des Nazi-Netzwerkes Europäische Soziale Bewegung 1951 in Malmö (Schweden).
In Nordamerika gründeten sich die neonazistischen Hammerskins, die heute in vielen Ländern Ableger haben. International agieren auch das von Ian Stuart Donaldson gegründete Netzwerk Blood and Honour („Blut und Ehre“) und sein „bewaffneter Arm“ Combat 18.

## Einfluss auf andere Szenen und Subkulturen
Ein relativ konstanter Anteil der Bevölkerung moderner Industriestaaten vertritt rechtsextreme Einstellungen, in Deutschland laut der SINUS-Studie zum Rechtsextremismus etwa 12 bis 13 Prozent. Allerdings gibt es Subkulturen, in denen Rechtsextremisten sich bevorzugt bewegen, ihre Meinungen und Ansichten offen vertreten und/oder neue Anhänger zu gewinnen suchen. Zu Propagandazwecken suchen sich rechtsextreme Agitatoren häufig Protestkulturen, bei denen thematische Anknüpfungspunkte bestehen. Dabei setzen sich nur einige Szenen, etwa Rock Against Communism, ausschließlich aus bekennenden Rechtsextremisten zusammen. Bei den Skinheads bilden sie nur ein Teilspektrum. Wegen der großen medialen Aufmerksamkeit dafür wird fast die gesamte Skinhead-Szene öffentlich mit Rechtsextremismus assoziiert. Dies deckt sich zum Teil mit Strategien von Rechtsextremisten, eine Szene über bestimmte Kleidermarken, Symbole und das Imitieren von Verhaltensformen für sich zu vereinnahmen (siehe auch: Querfront-Strategien), um eine breite gesellschaftliche Akzeptanz oder zumindest Hegemonie vorzutäuschen.

### Hooligans und Ultras

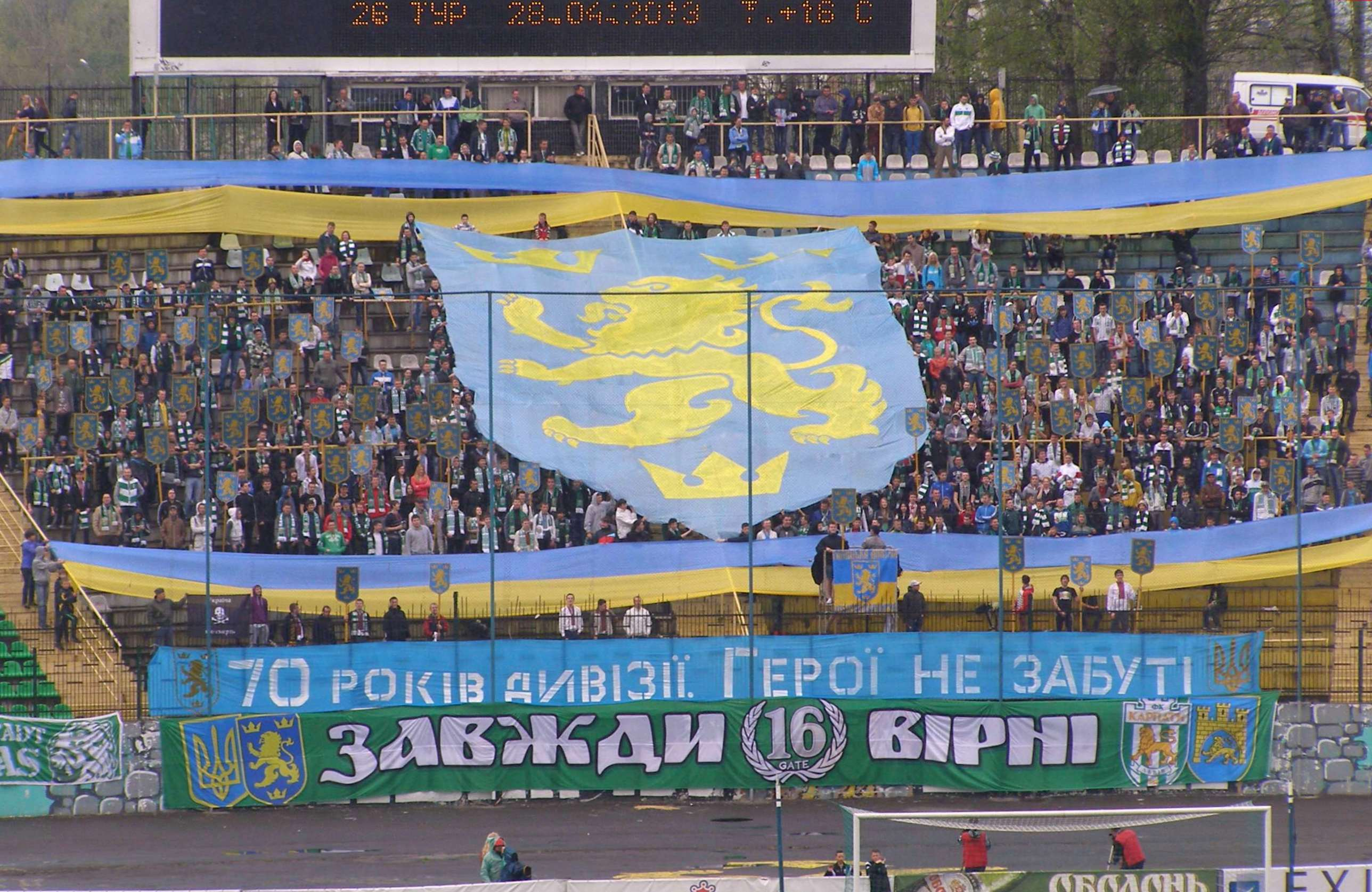
Anhänger von Karpaty Lwiw: SS-Galizien-Banner beim Spiel Karpaty gegen Sorja. Lwiw, Ukraine, 2013

Hooligans sind Personen, die vor allem im Rahmen bestimmter Sportereignisse wie beispielsweise Fußballspielen durch aggressives Verhalten auffallen. Sie sind nicht nur von gewöhnlichen Fans und Ultras, sondern auch von anderen Gruppen, Szenen und Einzelpersonen zu unterscheiden, da sie eine bestimmte, charakteristische Art von Gewalt kultivieren. Die ersten Vorfälle von Hooligans gehen bis ans Ende des 19. Jahrhunderts zurück. Anhand der Namen der Hooligangruppen kann man in einigen Fällen erkennen, ob sie politisch motiviert sind oder nicht. Die Polizei geht davon aus, dass weniger als 6 % der Hooligans organisiert sind, aber weit mehr rechtsextreme Einstellungen haben, was etwa das Rufen von rassistischen oder fremdenfeindlichen Parolen in Stadien nahelegt. Viele dieser Hooligans gehören der Skinhead-Szene, einige auch der Ultra-Szene an.
2008 wurde in Sachsen-Anhalt erstmals eine rechtsextreme Hooligangruppe, die Blue White Street Elite, durch das Innenministerium verboten. Gegen das Verbot klagte die Gruppe. Nach Rückverweisung durch das Bundesverfassungsgericht im Revisionsverfahren wurde das Verbot im zweiten Rechtsgang vom Oberverwaltungsgericht Sachsen-Anhalt im Jahr 2010 aufgehoben. Das OVG kam zu der Erkenntnis, dass die Gruppe keine Vereinigung im Sinne des Vereinsgesetzes sei und das Verbot daher rechtswidrig sei (Az. 3 K 380/10).

### Musik
Seit Beginn der 1980er Jahre werden verschiedene Formen der Unterhaltungsmusik immer mehr als Vehikel für rechtsextremes und neonazistisches Gedankengut benutzt. Dafür hat sich im deutschen Sprachraum, auch unter den Rezipienten selbst, die Bezeichnung „Rechtsrock“ eingebürgert. Im Englischen ist „RAC“ als Abkürzung für Rock Against Communism gebräuchlich.

### Rechtsextremisten und völkische Esoterik

Schwarze Sonne

Rechtsextreme Esoterik oder Völkische Esoterik bezeichnet Systeme von Ideen, Wertvorstellungen und Theorien, die esoterische Vorstellungen mit völkischem oder rassistischem Gedankengut verbinden und häufig an die Ariosophie anknüpfen. Der Historiker und Journalist Stefan Meining versteht „Rechte Esoterik“ als „Sammelbezeichnung für weltanschauliche Richtungen und Praktiken […], die sich in den verschiedensten Ausprägungen durch übersinnliche Erleuchtung, Geheimwissen, Gruppen- und Elitebewußtsein auszeichnen und in ihren Schriften antiaufklärerische Erklärungsmuster mit kruden Weltverschwörungsthesen vermengen.“

### Neopaganismus

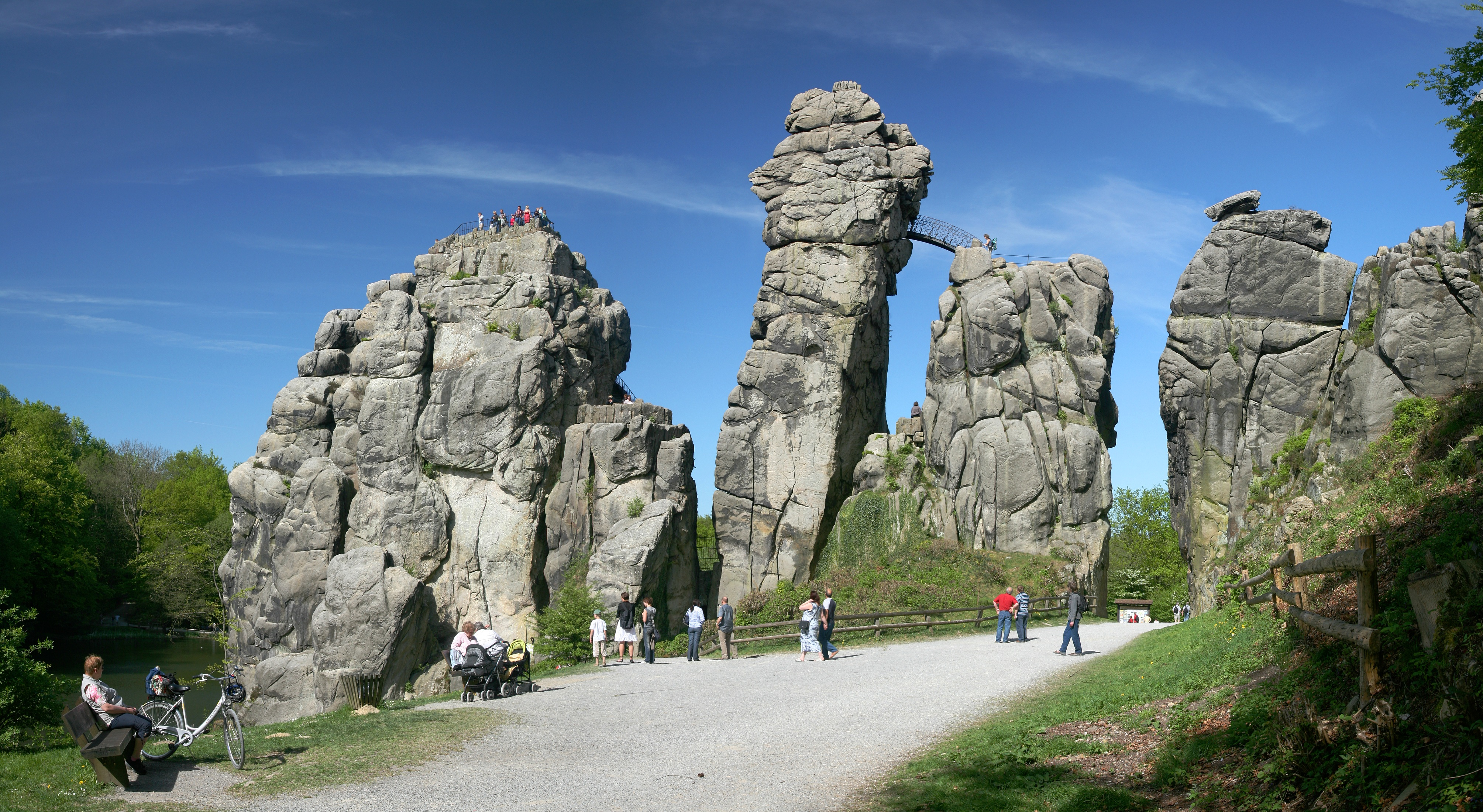
Die Externsteine im Teutoburger Wald, unter anderem für völkische Gruppen eine germanische Kultstätte

Rechtsextremisten benutzen gelegentlich „nordische“ Symbole, Runen und Namen als Erkennungszeichen. Beispiele für rechtsextreme neuheidnische Organisationen in Deutschland sind die Deutsche Heidnische Front (deutsche Sektion der Allgermanischen Heidnischen Front) und der Armanen-Orden.
In einigen rechtsextremen Gruppen wird eine „Germanische Heilkunde“ propagiert, die mit Argumenten der Alternativmedizin für angeblich germanische Heilpraktiken wirbt. Das Postulat einer germanischen Heilkunde geht auf die NS-Zeit zurück (siehe dazu auch: Neue Deutsche Heilkunst).

### Heimat-, Tier- und Naturschutz
Ausgehend von einem rückwärtsgewandten, romantisierenden Heimat-Begriff versuchen Neonazis in nationalsozialistischer Tradition wieder die Themen Natur- und Heimatschutz zu besetzen. Dabei wird Umwelt- und Naturschutz mit völkischen, rassistischen, islamfeindlichen und antisemitischen Inhalten verknüpft, beispielsweise durch die Behauptung von einer „unverwechselbare[n] völkische[n] Eigenart und Überlebensfähigkeit (‚Ewigkeit‘)“. Seit den 1980er Jahren wird insbesondere die Ablehnung des Schächtens propagiert und mit anti-islamischer Propaganda und Antisemitismus verbunden. Als wesentliche ökologische Publikation des Rechtsextremismus in der Bundesrepublik Deutschland gilt das Magazin Umwelt & Aktiv.
Die Bedeutung des Schutzes der Natur in der Ideologie des Rechtsextremismus, aufbauend auf dem Nationalsozialismus, ist nicht zu überschätzen. Natur war ein Schlüsselbegriff der nationalsozialistischen Ideologie, und die Zeitspanne von 1933 bis 1945 war eine entscheidende Zeit für die Entwicklung des Naturschutzes. Er profitierte immens, was vielen Rechtsextremisten oft besser bekannt ist als Naturschützern. Die angenommene Überlegenheit der „deutschen Rasse“ wurde von den Nationalsozialisten von einem Mythos abgeleitet, der für die „Germanen“ – und in der Nachfolge für die Deutschen – ein besonderes Verhältnis zur Natur unterstellte. Dabei bauten sie auf der Schrift des Tacitus De origine et situ Germanorum auf und gingen davon aus, dass die „Germanen“ ein unvermischtes, „reinrassiges“ Volk seien, das zudem durch die sie umgebende unwirtliche Umwelt – Schnee, Frost, tiefe Wälder, wilde Tiere usw. – physisch und psychisch abgehärtet worden sei. Daher stammten die angeblich überlegenen Eigenschaften, die sie über andere Völker erhöben und die sie über Generationen ausgebildet und genetisch weitergegeben hätten. Damit sollte die „Überlegenheit“ der deutschen Nation begründet werden. Es war aus dieser Sicht konsequent, dass die „deutsche Urnatur“ einen herausgehobenen Wert erhielt und eines besonderen Schutzes bedurfte. In der Folge erließ Hermann Göring z. B. 1935 das Reichsnaturschutzgesetz. Die Landwirte als der Berufsstand, der am nächsten mit der „heiligen deutschen Erde“ verbunden war, erhielt eine besondere Fürsorge, wie z. B. durch das Reichserbhofgesetz von 1933.
Rechtsextremisten greifen das geschilderte Argumentationsmuster im Bereich Natur- und Umweltschutz fast ungebrochen auf. Aussagen in diesem Zusammenhang sind z. B. auf der Homepage der NPD in Mecklenburg-Vorpommern unter dem Stichwort „Verantwortungsbewusste Landwirtschaft“ zu lesen. Hier wird nach wie vor der Bauernstand heroisiert. Er wird in artamanischer Tradition als biologische Urzelle des Staates begriffen, die zu schützen sei: „Der deutsche Bauernstand ist in wirtschaftlicher, volksbiologischer und kultureller Hinsicht von größter Bedeutung, woraus sich eine Schutzpflicht des Staates ergibt.“
Die rechtsextreme Partei „Der III. Weg“ tritt für einen biologistisch definierten Umweltschutz ein, der auch den Naturschutz umfasst. „Umweltschutz ist Heimatschutz. […] Ziel der Partei ‚Der III. Weg‘ ist die Schaffung bzw. Wiederherstellung einer lebenswerten Umwelt, die Erhaltung und Entwicklung der biologischen Substanz des Volkes und die Förderung der Gesundheit.“ Unter „Erhaltung und Entwicklung der biologischen Substanz des Volkes“ werden nicht nur die Umweltmedien Boden, Wasser und Luft, Flora und Fauna verstanden, sondern aus rechtsextremer Perspektive auch die „genetische Reinrassigkeit“ von Menschen, Tieren und Pflanzen. Damit wird implizit an den völkischen Heimatschutz der völkischen Bewegung und die darauf aufbauende „Blut-und-Boden-Ideologie“ des Nationalsozialismus angeknüpft.
In der Wahrnehmung von Rechtsextremisten verfälschen „gebietsfremde“ Tiere, Pilze oder Pflanzen, sogenannte Neobiota, die reaktionäre ästhetische Vorstellung einer „deutschen Natur“. Die industriell geprägte Landwirtschaft stößt in diesen Kreisen auch deswegen auf Ablehnung, da hinter den beteiligten internationalen Konzernen aus rechtsextremer Sicht häufig eine „jüdische Elite“ vermutet wird. Ein derart verstandener Heimatschutz richtet sich grundsätzlich gegen sämtliche Menschen, die nicht einem völkisch-deutschen Verständnis entsprechen, da diese – nach rechtsextremer Definition – nicht in die hiesige Natur und Umwelt passen, sondern sie verändern und ihr damit schaden.

### Autonome Nationalisten

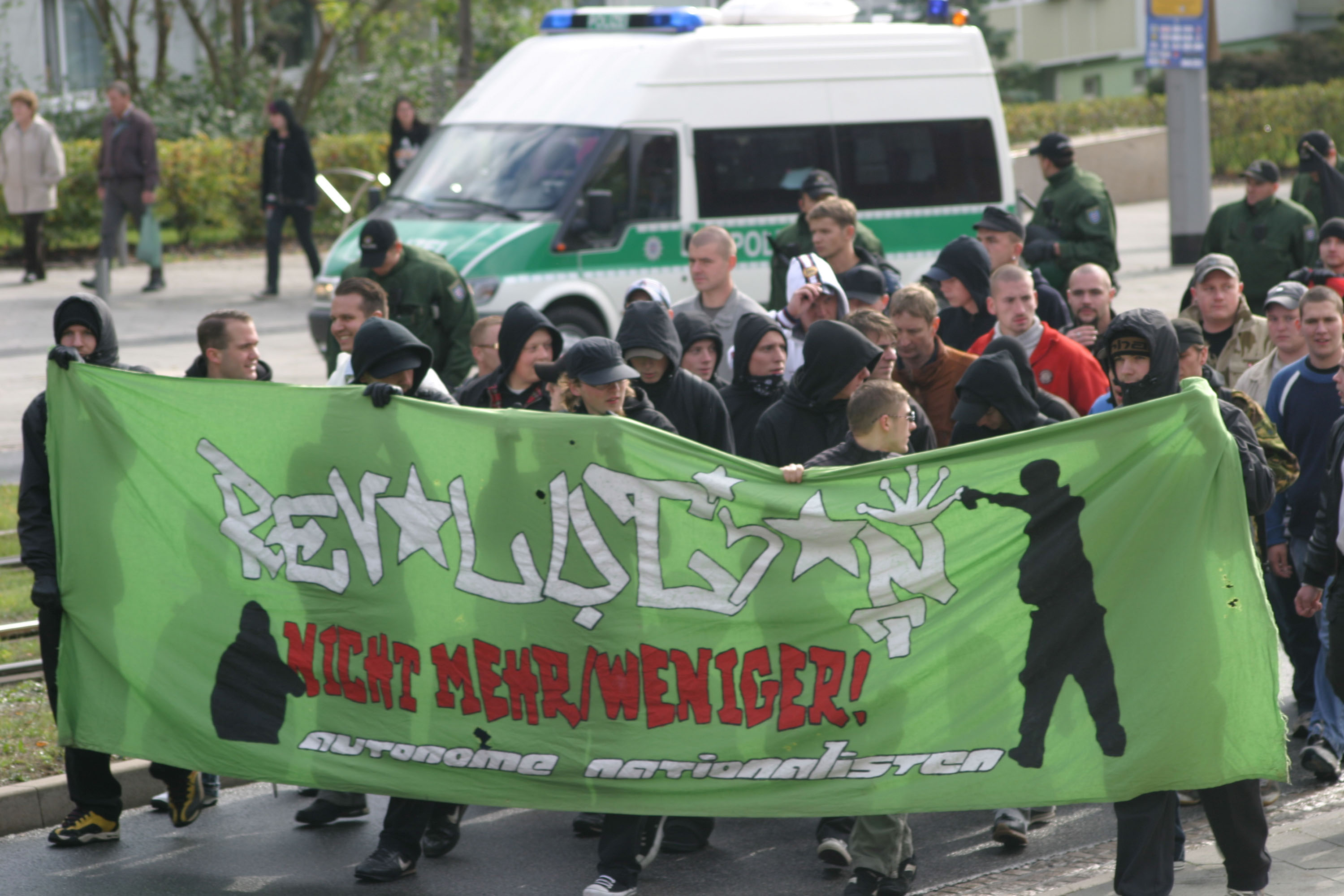
Autonome Nationalisten auf NPD-Demo am 7. Oktober 2006 in Nordhausen

Als „Autonome Nationalisten“ (AN) bezeichnen sich zumeist jugendliche Neonazis aus den Reihen der freien Kameradschaften. Ihren Ursprung hat diese Strömung im Jahr 1990, als Neonazis aus dem Umfeld der Nationalen Alternative (NA) in Berlin-Lichtenberg ein Haus besetzten und damit besonders augenfällig eine Aktionsform der linken Hausbesetzer-Bewegung übernahmen. Aber erst seit etwa 2002 traten sie unter dem Namen Autonome Nationalisten auf und imitierten in ihren Aktionsformen bewusst die autonome Bewegung. Dazu gehören neben Hausbesetzungen das Erregen von Aufmerksamkeit durch Aufkleber und Sprühereien, Anti-Antifa-Tätigkeiten und das einheitliche Auftreten als Schwarzer Block auf Demonstrationen. Bisweilen werden auch schwarze Handschuhe mit Protektoren getragen oder demonstrativ in den Gesäßtaschen eingesteckt, die wie in Teilen der Autonomen oder bei Hooligans als Zeichen der Gewaltbereitschaft zu deuten sind.
In den Folgejahren übernahmen in der gesamten Bundesrepublik einzelne junge Neonazis und Kleingruppen die Bezeichnung und den Stil der „Autonomen Nationalisten“. Ziel ist es, dem Bedürfnis auch Jugendlicher und junger Erwachsener mit rechtsextremen und neonazistischen Weltbildern nach einem modernisierten Lifestyle entgegenzukommen und nicht dem Image des Ewiggestrigen und den Klischees vom „Stiefel-Nazi“ und „Skinhead“ zu entsprechen. „Autonome Nationalisten“ sehen sich selbst als bewusste Provokateure der Altnazis und lehnen deren „schwarz-weiß-rote Deutschtümelei“ oder „1933er-Romantik“ ab. Das Auftreten bei Demonstrationen und Kundgebungen der rechtsextremen Szene führte in der Vergangenheit zu Spannungen mit der NPD, die als Wahlpartei nach außen hin um ein moderates Auftreten bemüht ist.
Auch in einigen anderen Ländern gibt es die „Autonomen Nationalisten“, so in Schweden, wo Varenus Luckmann 2009 als deren Vertreter beim Fest der Völker redete.

### Naziskins

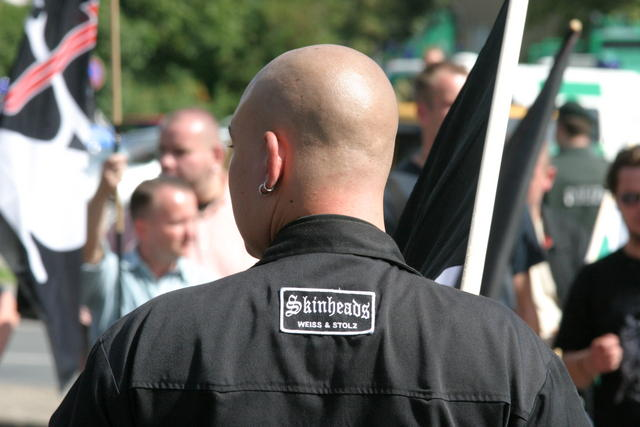
Auch Teile der rassistischen Neonaziszene treten als Skinheads in Erscheinung

Zwar ist Skinhead eine Sammelbezeichnung für alle Angehörigen der Skinheadszene, einer sehr heterogenen, jugendlich dominierten Subkultur, die einen gemeinsamen Dresscode und kurz bis kahl geschorene Köpfe haben. Ursprünglich rekrutierten sich die Skinheads aus Anhängern der englischen Arbeiterklasse. Zu Beginn der 1980er-Jahre formierten sich dann in Deutschland, den USA und in England immer mehr so genannte naziskins (englisch), neonazistische Jugendliche, die mit ihrem Äußeren an die Skinheadbewegung anknüpften. Diese prägten bald das öffentliche Bild von Neonazis. Heute wird der Begriff Skinhead in der Öffentlichkeit oft synonym zu Neonazi gebraucht, selbst in Bezug auf Neonazis, die nicht im Habitus der Skinheads erscheinen. Gefördert wurde diese Identifikation durch Massenmedien, die eher über rassistische Gewaltakte berichteten als über Demonstrationen von Skinheads gegen Rassismus. Angesichts der auch politisch sehr heterogenen Szene ist diese Gleichsetzung (Skinhead gleich Naziskin) jedoch falsch.
Zu den bekannten Naziskin-Gruppen gehören Blood and Honour, Combat 18 und die Hammerskins. Einige Skinheads, meist Gegner der Naziskins, verwenden für diese das Wort Bonehead, weil sie meist vollkommen kahlrasiert oder mit sehr kurzen Haaren auftreten.

### Protest gegen COVID-19-Schutzmaßnahmen
Unter den Veranstaltern und Teilnehmern von Protest-Demonstrationen gegen Schutzmaßnahmen wegen der COVID-19-Pandemie finden sich zahlreiche Personen des Rechtsextremismus. Sie demonstrieren oft Seite an Seite mit Verschwörungstheoretikern und Esoterikern. Allgemein sind eine Affinität zu Verschwörungstheorien und eine Ablehnung demokratischer Institutionen eng mit dem Rechtsextremismus verbunden, was zu einer geringeren Bereitschaft zur Akzeptanz der Maßnahmen gegen die Pandemie führt. Eine Studie von Christoph Richter et al. zeigte für Deutschland empirisch einen positiven Zusammenhang zwischen Wahlergebnissen rechtsextremer Parteien und den Inzidenzzahlen im selben Wahlkreis während der Corona-Infektionswellen des Jahres 2020.

## Medien
Rechtsextremisten benutzen seit etwa 1993 verstärkt das Internet zur Kommunikation. In einigen Rechtsstaaten, darunter Deutschland, wird dies als Problem öffentlich beobachtet und erörtert, besonders sofern die Verbreitung rechtsextremer Inhalte im Netz sich dem national geltenden Strafrecht entzieht. Dieser Missbrauch hat – wie in vergleichbaren anderen Bereichen – verschiedene gesellschaftliche, staatliche und internationale Gegenmaßnahmen in Gang gesetzt.

## Symbole und Zeichen
Anhänger der internationalen rechtsextremen Szene bedienen sich bestimmter Symbole und Zeichen, um ihre Gesinnung in der Öffentlichkeit zu zeigen. Wie alle Symbole dienen sie dem schnellen Wiedererkennen, stellen also einen gruppen- und länderübergreifenden Code dar.

## Rechtsextreme Parteien in Parlamenten europäischer Staaten
| Land        | Partei                                      | Symbol | Parteichef                  | Stimmen in % (letzte Wahl) | Platzierung bei letzter Wahl | Sitze im Parlament | Regierungs- beteiligung |
| ----------- | ------------------------------------------- | ------ | --------------------------- | -------------------------- | ---------------------------- | ------------------ | ----------------------- |
| Türkei      | Partei der Nationalistischen Bewegung (MHP) |        | Devlet Bahçeli              | 10,1 (2023)                | 3.                           | 050 von 600        | Ja                      |
| Russland    | LDPR                                        |        | Leonid Sluzki               | 07,5 (2021)                | 3.                           | 021 von 450        | Nein                    |
| Ungarn      | Unsere-Heimat-Bewegung (Mi Hazánk)          |        | László Toroczkai            | 05,9 (2022)                | 3.                           | 006 von 199        | Nein                    |
| Ukraine     | Allukrainische Vereinigung „Swoboda“        |        | Oleh Tjahnybok              | 02,2 (2019)                | 7.                           | 001 von 450        | Nein                    |
| Zypern      | Nationale Volksfront (ELAM)                 |        | Christos Christou           | 06,8 (2021)                | 4.                           | 04 von 56          | Nein                    |
| Deutschland | Alternative für Deutschland (AfD)           |        | Alice Weidel Tino Chrupalla | 20,8 (2025)                | 2.                           | 151 von 630        | Nein                    |

## Länderberichte
Rechtsextremismus ist ein weltweit auftretendes Phänomen. Neben einem gemeinsamen Kern gibt es allerdings unterschiedliche gesellschaftliche Voraussetzungen in unterschiedlichen Ländern, da sich die Bezeichnung „rechts“ jeweils auf einen konkreten geschichtlichen Kontext bezieht. Besondere Probleme ergeben sich bei der genauen Abgrenzung zum religiösen Extremismus. In nicht demokratisch verfassten Ländern kann hingegen laut Definition nicht von Rechtsextremismus gesprochen werden.

### Deutschland
Das rechtsextreme Weltbild, geprägt von rassistischen, völkischen und nationalistischen sowie chauvinistischen Werteverständnissen, steht im Widerspruch zum Grundgesetz der Bundesrepublik Deutschland.
Bis zum Anfang der 1970er Jahre war die Bezeichnung „rechtsradikal“ für Bestrebungen, die heute als rechtsextrem bezeichnet werden, üblich. 1975 führte der damalige Innenminister Werner Maihofer im Vorwort des Verfassungsschutzberichts den Extremismusbegriff in den Sprachgebrauch staatlicher Behörden ein. Er sollte den bis dahin verwendeten Begriff des Rechts- und Links-Radikalismus, der nicht unbedingt verfassungsfeindliche Haltungen bezeichnet, ergänzen. Heute werden mit der Bezeichnung „Rechtsextremismus“ politische Bestrebungen am rechten Rand des politischen Spektrums beschrieben, die die Beseitigung der freiheitlich demokratischen Grundordnung zum Ziel haben. Der Rechtsextremismus in der Bundesrepublik Deutschland wird in drei Lager eingeteilt: die parlamentarisch orientierten Parteien, die intellektuell orientierte Neue Rechte und die aktionistisch orientierte Neonazi- und Skinheadszene. Die Heterogenität lässt sich aus der Geschichte des deutschen Rechtsextremismus seit 1945 erklären, dessen historische Wurzeln bis ins 19. Jahrhundert zurückreichen.
Im Unterschied zu anderen europäischen Ländern, wie Italien oder Frankreich, konnte sich in der Bundesrepublik Deutschland keine rechtsextreme Partei, abgesehen von einzelnen Landesverbänden wie der AfD Bremen, dauerhaft auf Landes- oder Bundesebene etablieren. Rechtsextreme Aktivitäten werden mit Hilfe der Instrumente einer streitbaren Demokratie strafrechtlich verfolgt. Mit der Beobachtung und Überwachung rechtsextremer Bestrebungen beschäftigen sich die Verfassungsschutzbehörden von Bund und Ländern. So wird derzeit (2020) der rechtsextreme Flügel der AfD unter Björn Höcke und Andreas Kalbitz vom Verfassungsschutz beobachtet. Darüber hinaus existieren staatliche und oftmals staatlich geförderte zivilgesellschaftliche Initiativen gegen Rechtsextremismus in Deutschland.
Das „Rechtsextremismuspotential (Gesamt)“ gibt für 2019 eine Zahl der organisierten sowie nichtorganisierten Rechtsextremisten von rund 32.080 Personen an (2018: 24.100), von denen rund 13.000 Personen vom Bundesamt für Verfassungsschutz (BfV) als gewaltorientiert eingestuft werden. Dem Phänomenbereich „politisch motivierte Kriminalität – rechts“ wurden laut Bundeskriminalamt (BKA) 21.290 Straftaten im Jahr 2019 zugeordnet.
Der Verfassungsschutzbericht 2019 stuft folgende Parteien als rechtsextrem ein: NPD, Die Rechte und Der III. Weg. Beobachtet werden demzufolge auch: die Identitäre Bewegung Deutschland, die Jungen Nationalisten (JN), der Ring Nationaler Frauen (RNF), die Kommunalpolitische Vereinigung der NPD (KPV) sowie die Deutsche Stimme Verlagsgesellschaft (DS Verlag). In der AfD werden Der Flügel und die Junge Alternative für Deutschland (JA) als Verdachtsfälle eingestuft.
Seit etwa 2012 tritt zudem die rechtsextreme Identitäre Bewegung (IBD) auf, die hauptsächlich als Ableger des französischen Bloc identitaire beschrieben wird und deren Mitgliederanzahl in Deutschland auf 600 geschätzt wird. Einige soziale Netzwerke gingen im August 2020 gegen die Mitglieder der IBD und der IBÖ vor und sperrten Accounts im Zusammenhang dieser Organisationen. Seitdem weichen Rechtsextreme zunehmend auf geschlossene Chatgruppen wie bei Telegram oder Discord aus.
Latente Neigungen zu rechtsextremen Positionen werden auch in anderen Gruppierungen vermutet und teilweise beobachtet. Dazu zählen Der Flügel der AfD, kleine Teile der Bundeswehr und des übrigen Öffentlichen Dienstes sowie die Reichsbürger und Selbstverwalter.
Die 2019 geänderte Ausrichtung mit Aufstockung und Umstrukturierung des Bundesamtes für Verfassungsschutz und des Militärischen Abschirmdienstes (MAD), die eine erhöhte Aktivität zur Beobachtung der rechtsextremen Szene zum Ziel hatte, ergab sich aus einer Zunahme der rechtsextremen Straftaten und Phänomenen im Zusammenhang mit den NSU-Prozessen, dem Mordfall Walter Lübcke, dem Mord und Ausschreitungen in Chemnitz (2018), Bedrohungen von Kommunalpolitikern, Journalisten und Ehrenamtlichen, der Sammlung von Personen auf sog. „Feindeslisten“ und der allgemeinen Anti-Asyl-Agitation der Szene.

### Frankreich

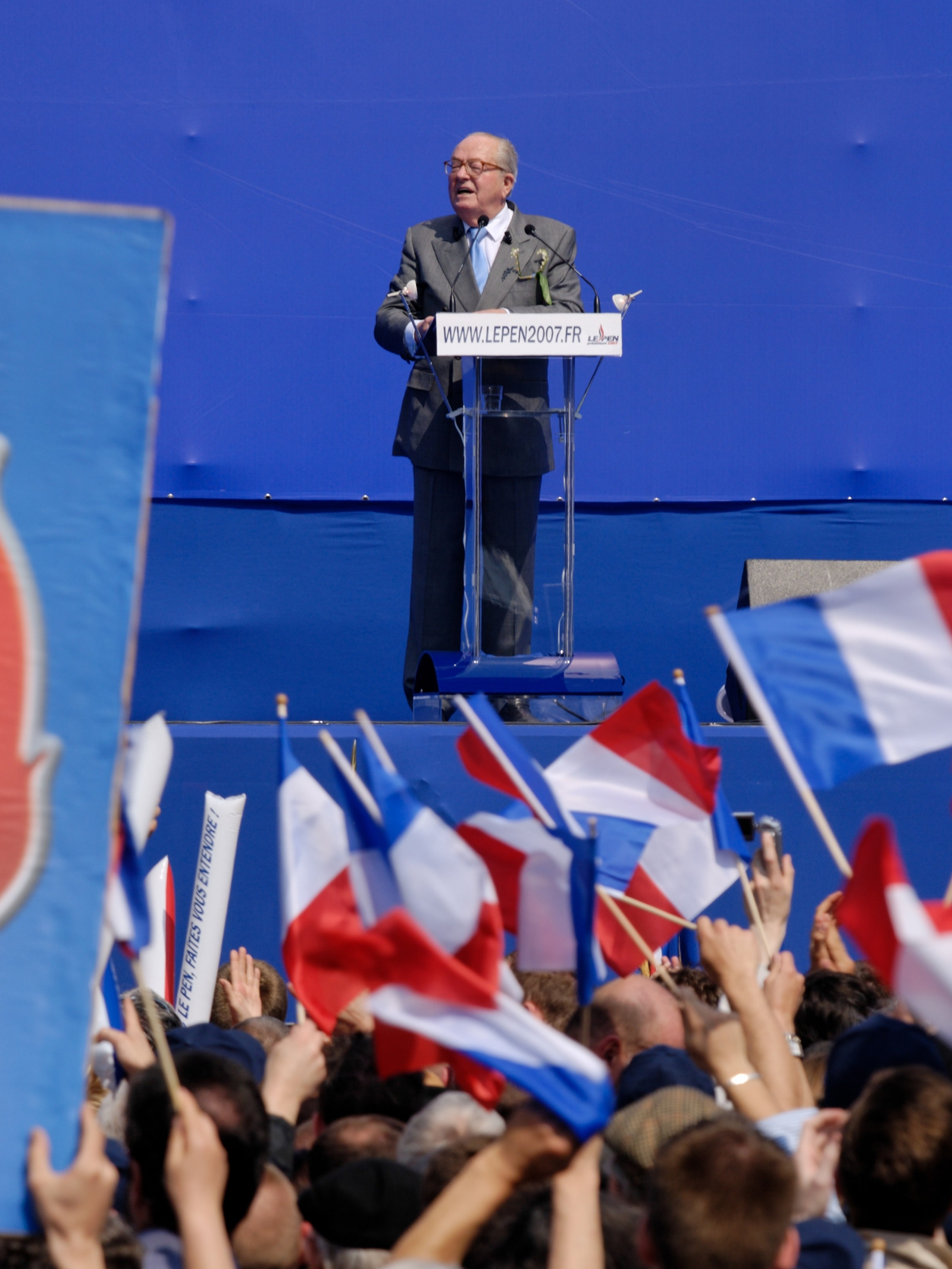
Jean-Marie Le Pen auf dem jährlichen Treffen des Front National zum Gedenken an Jeanne d’Arc in Paris, 2007

1968 begann sich in Frankreich die Nouvelle Droite zu konstituieren. Führender Protagonist war Alain de Benoist mit seiner Theoriegruppe GRECE. 1969 gründete sich der Ordre Nouveau (ON), der 1972 maßgeblich die Gründung des Front National (FN) vorantrieb. 1973 wurde der ON verboten.
Erst ab 1984 konnte sich der FN als rechtsextreme Partei im französischen Parteiensystem fest etablieren. Die ersten Wahlerfolge gründeten sich auf Gruppen aus dem traditionellen Mittelschichten; kleine Unternehmer, Bauern, Handwerker und einige freie Berufe waren die Hauptwählergruppe. Vor allem Enttäuschungen über die regierende Linkskoalition halfen Jean-Marie Le Pen, seine Anhänger mit neoliberalen Parolen zu mobilisieren. Während der Kommunalwahlen 1983 gelang es der Rechten, Migration zum Wahlkampfthema zu machen. Alle Parteien bemühten sich hier, Härte zu zeigen. Dem FN kam zu ersten nennenswerten Wahlerfolgen; gleichzeitig stiegen rassistische Straftaten drastisch an. Im Zeitraum 1980–1985 wurden 130 rassistisch motivierte Morde verzeichnet. Landesweit erhielt der FN Mitte der 1990er Jahre 15 Prozent der Wählerstimmen und erreichte damit dieselbe Größenordnung wie der RPR (heute UMP) des ehemaligen Staatschefs Jacques Chirac. Ihm warfen der zurückgetretene RPR-Chef Philippe Séguin und der zum FN übergetretene Enkel von General Charles de Gaulle „Unterwerfung“ Frankreichs unter die USA und die EU vor.
Le Pen, der langjährige Vorsitzende des FN, war wegen zahlreicher Skandale auch in der eigenen Partei umstritten. FN-Plakatkleber lieferten sich vor der letzten Parlamentswahl wiederholt mit Plakatklebern der Sozialisten und der Kommunisten handgreifliche Konflikte. Auch Parteichef Le Pen wurde verurteilt, weil er eine Journalistin geschlagen hatte. Er pflegte Freundschaften mit Gerhard Frey und Wladimir Schirinowski, dem er 1993 als erster zu seinem Achtungserfolg gratulierte.
Französische Politikwissenschaftler unterteilen die extreme Rechte in folgende Strömungen:
- Nationalistes contre-révolutionnaires, die sich auf die Tradition der katholischen Monarchie vor 1789 beziehen und die Errungenschaften der Französischen Revolution wie Demokratie, Parlamentarismus und Laizismus ablehnen, hier haben auch Vertreter des katholischen Traditionalismus großen Einfluss.
- Nationalistes révolutionnaires betrachten sich hingegen als sozialrevolutionär und beziehen sich oft auf den historischen Faschismus, sie lehnen das Christentum ab und sind teilweise neuheidnisch geprägt.
- Andere Strömungen sind demokratisch, aber autoritär und nationalpopulistisch orientiert, sie werden aus historischen Gründen bonapartistisch genannt. Großen Einfluss in diesen Kreisen haben auch die Ideen von Charles Maurras, der einen hierarchischen Ständestaat zur Vermeidung von Klassenkämpfen vorschlug und im Vichy-Regime leitende Positionen innehatte.

Im FN vereinigten sich Vertreter aller dieser Gruppen wie auch gemäßigtere Nationalisten.
Hochburgen des FN sind das Elsass, die von wirtschaftlichen und sozialen Problemen geprägten früheren Industriezentren in Lothringen und Nord-Pas de Calais sowie die südfranzösischen Regionen Provence-Alpes-Côte d’Azur und Languedoc-Roussillon. In mehreren Großstädten des Südens, darunter Toulon, stellte der FN den Bürgermeister. Darum fühlten sich die vorwiegend nordafrikanischen Einwanderer bedroht. Die Leiter der „Charlemagne Hammer Skin“-Gruppe stammten ebenfalls aus dem Süden Frankreichs.
Nach dem Misserfolg bei den Präsidentschafts- und Parlamentswahlen 2007, bei denen auch Kandidaten anderer Parteien die Themen Einwanderung, Integration und nationale Identität ansprachen, geriet der FN in eine Krise, die schließlich im Januar 2011 mit der Wahl von Marine Le Pen, der Tochter des Parteigründers, zur neuen Vorsitzenden beendet wurde. Sie steht für eine Öffnung der Partei hin zu Demokratie und Laizismus und eine Abkehr von Antisemitismus und offenem Rassismus. Stattdessen definiert sie die Nation über die „Kultur“. Von rechtsextremen Parteien wie der British National Party (BNP) oder der Nationaldemokratischen Partei Deutschlands (NPD) hält die Partei seither Abstand und versucht sich als Kraft der rechten Mitte zu positionieren; ihr zentrales Thema ist dabei die Islamkritik und die Warnung vor einer „Islamisierung“ Frankreichs. Von Experten wird die Glaubwürdigkeit dieser Kehrtwende aber bezweifelt, da viele Parteimitglieder an alten Positionen festhalten. Tanja Wolf ordnete den FN in ihrer 2019 veröffentlichten Typologie rechtsextremer und rechtspopulistischer Parteien in Europa als „rechtspopulistische Partei mit rechtsextremen Tendenzen“ ein. Der Front National benannte sich 2018 in Rassemblement National („Nationale Sammlungsbewegung“) um.
Noch weiter rechts als der (reformierte) FN stehen Gruppen wie Renouveau français. Dies gilt auch für den Bloc identitaire und die Ligue du Sud, die ähnlich wie die Lega Nord die Ablehnung von Einwanderung und anti-islamischen Rassismus mit der Betonung regionaler Identitäten gegenüber dem Zentralstaat verbinden und vor allem in Südfrankreich über einen gewissen Einfluss verfügen. Der Bloc identitaire war Vorbild für die Identitäre Bewegung in Deutschland und Österreich.
Seit 2007 besteht zudem die rechtsextreme und betont antizionistische Bewegung Égalité et Reconciliation („Gleichheit und Versöhnung“) des Antisemiten Alain Soral. Dieser unterhält enge Verbindungen zu dem Komiker Dieudonné M’bala M’bala und dem Karikaturisten Joe Le Corbeau (bürgerlich Noël Gérard), die ebenfalls antisemitische und holocaustrelativierende Inhalte verbreiten. Damit stehen sie für einen entgegengesetzten Kurs zum Front National, der sich unter Marine Le Pen vom Antisemitismus distanziert hat und sich seither als Freund Israels und „Schutzschild der Juden“ präsentiert. Ebenfalls im bewussten Gegensatz zum islamfeindlichen Front National sprechen Dieudonné und Sorals Bewegung mit ihren antizionistischen und verschwörungstheoretischen Parolen auch junge Muslime aus den Banlieues an. Dieudonné unterhält zudem Beziehungen zu islamistischen Organisationen.

### Großbritannien

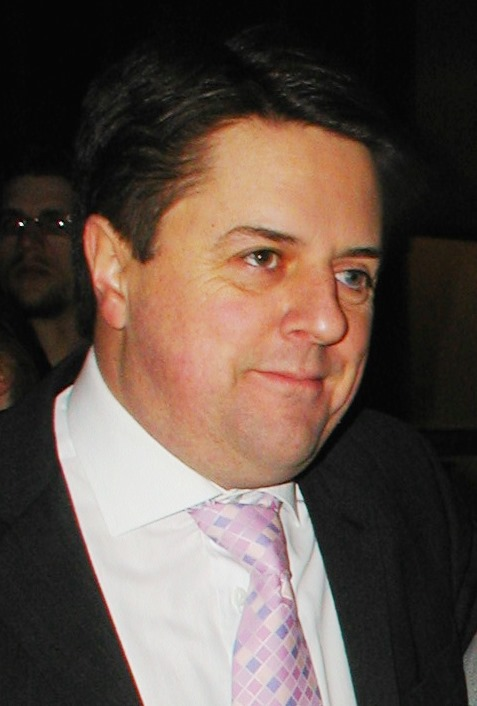
Nick Griffin, Vorsitzender der British National Party (BNP)

Bereits 1945 propagierte Oswald Mosley, Gründer der Partei Union Movement, eine europaweite Zusammenarbeit rechtsextremer Organisationen. Er bemühte sich nach dem Ende des Krieges, an die Erfolge der britischen Faschisten vor 1939 anzuknüpfen und seiner Bewegung eine neue Massenbasis zu geben. Doch seine Bemühungen scheiterten. Mosley gründete 1948 die Partei Union Movement (1973 umbenannt in Action Party), die sich offiziell erst 1994 auflöste. Von dieser spaltete sich 1974 die noch heute existente League of Saint George ab. 1962 gründete sich die erste offen neonazistische Organisation, das National Socialist Movement (NSM). 1967 folgte die Gründung der neofaschistischen British National Front. Hier entstand, gespeist von der starken Hooligan- und Skinheadszene, um 1990 die „Blood and Honour“-Bewegung, die sich um die rassistische Band „Skrewdriver“ versammelte. Dem 1993 verstorbenen „Skrewdriver“-Sänger Ian Stuart Donaldson wurde auf den Konzerten der Bewegung regelmäßig gehuldigt. Neuerdings unterstützt die Bewegung die Anti-Euro-Kampagne der rechtsradikalen British National Party. Diese zahlenmäßig stärkste Rechtsradikalenorganisation hat ihre Hochburgen traditionell in den Innenstädten, konnte aber durch die Unterstützung von „Blood and Honour“ ihr Agitationsfeld auf die Farmer und Vorstädter ausweiten, deren Ängste vor Preisverfall und Immigration sie zu bedienen sucht. Den Kampf um die Innenstädte vor allem der Städte mit einem hohen Migrantenanteil (dies sind meist auch die alten Industriestädte mit wirtschaftlichen und sozialen Problemen wie Arbeitslosigkeit und Kriminalität, Liverpool, Sheffield oder Wolverhampton) führte hingegen die zahlenmäßig schwächere British National Front, die allerdings seit den 1980er Jahren im Niedergang begriffen ist.
Einige Wahlerfolge erzielte die BNP bei den Europawahlen 2009; sie entsendet seither zwei Vertreter in das Europäische Parlament. Als Hauptgründe gelten Enttäuschung über Korruption bei den etablierten Parteien, Kritik am ausgeprägten Multikulturalismus und Ängste vor „Überfremdung“; vor allem muslimische Einwanderer aus Pakistan oder Bangladesch standen in der Kritik. Seither hat die Partei allerdings wieder an Stimmen verloren, auch weil andere Parteien stärker Einwanderungs- und Integrationsprobleme thematisierten und die Partei aufgrund ihres teilweise offenen Rassismus für Wähler der Mitte als zu radikal gilt.
Offen terroristisch geht „Combat 18“ (die Zahlen stehen für den 1. und den 8. Buchstaben im Alphabet, A. H.; übersetzt „Kampfgruppe Adolf Hitler“) gegen Migranten in England, Schottland und Wales vor. Die Türen der Betroffenen werden mit Farbe markiert, die Häuser mit Brandsätzen angegriffen. Auch Sprengstoffanschläge werden Combat 18 angerechnet. Die Combat 18 ist die stärkste Neonazibewegung in Schottland. Mit der dortigen Nationalpartei sympathisiert sie jedoch nicht, denn Anhänger der rechtsradikalen Szene in Schottland und Nordirland sind Protestanten, die eine starke Verwurzelung mit England vorgeben (so genannte „Unionisten“). Sie begehen zwar vorwiegend religiös motivierte Straftaten, sympathisieren aber oft mit der nationalsozialistischen Ideologie und mit „Blood and Honour“. Auf der britischen Insel sind Fußballspiele immer wieder der Rahmen für rassistische oder religiös motivierte Übergriffe mit einer jährlich zweistelligen Zahl von Opfern. In Schottland wurden schon Jugendspieler der Vereine Opfer der Gewalt. Eine Reihe von Sprengstoffanschlägen auf Londoner Schwulenbars wird der Gruppe „International Third Position“ zugerechnet, deren Unterschlupf in Spanien im November 1999 nur noch verlassen aufgefunden wurde.
Mutmaßlich rassistische Übergriffe von englischen Polizeibeamten lösten in den Städten Oldham und Leeds im Juni 2001 schwere Krawalle vorwiegend den Minderheiten angehöriger Jugendlicher aus. Einige Sprecher widersprachen aber, dass es sich um Rassenunruhen handele; vielmehr gehe es um einen Konflikt zwischen Jugendlichen und der Polizei. Ähnliche Übergriffe von Polizeibeamten soll es bereits wiederholt gegeben haben. Dies ermöglichte es Vertretern der rechtsradikalen Parteien, in einer dieser Städte gleich zwei Sitze zu erlangen.
Die English Defence League ist eine islamfeindliche Organisation und Kleinpartei, bei der personelle Überschneidungen zur gewaltbereiten rechtsextremen Szene bestehen.

### Italien
Italien war unter Benito Mussolini die erste faschistische Diktatur in Europa. Nach dem Zweiten Weltkrieg wurde die Partei Movimento Sociale Italiano (MSI) von Giorgio Almirante gegründet. Sie war durchgängig im italienischen Parlament vertreten, konnte sich aber bis auf die Unterstützung der kurzlebigen Regierung von Fernando Tambroni (Mai–Juli 1960) nie an der Macht beteiligen. Ihre Wahlergebnisse lagen relativ stabil bei 5–8 Prozent. Mehrere noch radikalere Abspaltungen gingen aus dem MSI hervor: So die militanten Ordine Nuovo (1954) und die Avanguardia Nazionale (1959). Nach 1995 wurde der MSI aufgelöst und aus ihm wurde die Alleanza Nazionale (AN), die sich zu einer nationalkonservativen Partei wandelte. Das neofaschistische Erbe haben Kleinstparteien wie die Fiamma Tricolore angetreten. Bis auf einige Achtungserfolge, wie etwa die Wahl des Rechtsextremisten Luca Romagnoli zum Europaabgeordneten, sind diese Gruppen keine Hauptakteure im politischen Geschehen. Von ziemlicher Bedeutung ist hingegen die Unterwanderung der italienischen Ultrà-Bewegung durch Rechtsradikale.
Großes Aufsehen erregen vor allem im Ausland die fremdenfeindlichen Äußerungen prominenter Mitglieder der Regierungspartei Lega Nord, die zum Teil als rechtsextrem eingestuft wird. Ferner existieren zahlreiche Neonazigruppen mit traditionell guten Verbindungen zu deutschen Rechtsextremisten, vor allem in Südtirol. Dort kam es in den letzten Jahren vereinzelt zu Auseinandersetzungen zwischen italienischen und deutschen Nationalisten.

### Niederlande
In den Niederlanden sind einige politische Entwicklungen später als anderswo in Gang gekommen, denn die Industrialisierung kam relativ spät, und das Land hat nicht am Ersten Weltkrieg teilgenommen. Sozialdemokraten waren erstmals 1939 in der Regierung vertreten. In der Zwischenkriegszeit sind linke und rechte Extremisten jeweils unter zehn Prozent bei den Wahlen zum nationalen Parlament geblieben. Nach dem Zweiten Weltkrieg dominierten lange weiterhin die konfessionellen Parteien die politische Landschaft.
Die Niederlande haben eine koloniale Vergangenheit und ebenso wie die Bundesrepublik Gastarbeiter angeworben. Die Einwanderer gelten als unterschiedlich gut integriert; Asiaten bereiten in dieser Hinsicht weniger Probleme als Einwanderer aus dem Mittelmeerraum. Lange Zeit aber ist die Einwanderung kaum ein Thema in der nationalen Politik gewesen, bis in den 1980er Jahren Parteien wie die Centrumspartij und dann die Centrumdemocraten von Hans Janmaat ins Parlament gewählt worden sind.
Von der etablierten Politik wurde das Einwandererthema zuerst um 1991 aufgegriffen, und zwar vom rechtsliberalen Frits Bolkestein (VVD). Um 2000 lebte das Thema weiter auf, und im Jahre 2002 erreichte die Wahlliste von Pim Fortuyn aus dem Stand heraus 17 % der Wählerstimmen. Fortuyn ist aber wie auch der ebenfalls ermordete Theo van Gogh nicht als Rechtsextremist anzusehen.
Nach der Ermordung des Islamkritikers van Gogh (2004) kam es zu Ausschreitungen, bei denen Moscheen und Kirchen in Brand gesetzt wurden. Die Regierung unter Jan Peter Balkenende hat nach dem Vorbild Dänemarks restriktivere Einwanderungsgesetze erlassen. Der Rechtsextremismus als demokratiefeindliche Bewegung ist in den Niederlanden eher schwach vertreten. Die Partij voor de Vrijheid des Islamgegners Geert Wilders wird in Untersuchungen und Studien des niederländischen Innenministeriums und der Anne Frank Stiftung als rechtsextrem eingestuft. Die Partei Nederlandse Volks-Unie, 1971 nach deutschem neonazistischem Vorbild gegründet, kann am ehesten mit der NPD verglichen werden. Sie hatte bislang keine Erfolge bei Wahlen.

### Polen
Der Nationalismus war für Polen die Ideologie, die seit den Teilungen Polens im 18. Jahrhundert die Beseitigung von Fremdherrschaft durch Russland, Preußen und Österreich, Deutschland von 1939 bis 1945 und die Sowjetunion von 1947 bis 1989 sowie die Herstellung von Demokratie und Volkssouveränität gefordert hatte, während er in Deutschland vor allem die Ideologie imperialistischer Expansion war. Daher ist Nationalismus in Polen weniger diskreditiert als in westeuropäischen Ländern. Häufig wird auf diesen Umstand rechtfertigend hingewiesen, um zu begründen, warum in den aktuellen Auseinandersetzungen zwischen Polen und der EU – ob es um die Öffnung des Landes für Gentechnik-Anbau, die Rolle ausländischer Banken im polnischen Finanzsektor oder den unbeschränkten Grunderwerb von Ausländern geht – das Beharren polnischer (auch sozialdemokratischer) Politiker auf nationalen Interessen nicht mit herkömmlichem aggressivem Nationalismus verwechselt werden sollte.
Als geistiger Wegbereiter des polnischen Nationalismus gilt Roman Dmowski, auf dessen Ideen polnische Nationalisten heute noch Bezug nehmen. In den Umbruchzeiten der frühen 1990er Jahre kam auch in Polen der radikale Nationalismus wieder auf. Traditionelle Ressentiments wurden dabei verstärkt durch das schon kurz nach der Wende aufkommende Gefühl vieler Polen, dass ihr Land wieder fremdbestimmt werde und abhängig bleibe, nur dass die Kolonialmacht nicht mehr im Osten, sondern im Westen beheimatet sei. Gerade in letzter Zeit sind deshalb – neben der angeblichen „Bevormundung“ durch die EU – immer mehr Deutschland und die Deutschen zum Objekt nationalistischer Propaganda in Polen geworden. Traditionell ein Problem war in Polen auch der katholische Antisemitismus. Die gesellschaftlich einflussreiche katholische Kirche in Polen leistet dem Rechtsextremismus mit ihrem ambivalenten Verhalten zu den Massenmorden an Juden in Polen Vorschub: Einerseits entschuldigte sie sich erst kürzlich für die Gräuel, andererseits sind die starken antisemitischen Vorbehalte noch immer zu spüren. So sagte das Oberhaupt der katholischen Kirche in Polen, Józef Glemp, kurz vor der mit einem Gottesdienst feierlich begangenen Entschuldigung: „Ich überlege mir, ob die Juden nicht anerkennen sollten, dass sie gegenüber den Polen schuldig sind, insbesondere was die Zusammenarbeit mit den Bolschewisten und die Mittäterschaft bei den Deportationen nach Sibirien betrifft.“
Die rechtsextreme Szene in Polen wird durch die sozialen Probleme des Landes gestärkt. Von den jungen Menschen unter 25 Jahren sind mehr als die Hälfte arbeitslos oder arbeiten in ungesicherten Hilfsjobs im In- oder Ausland. Nachdem sich im Zuge des Wirtschaftsaufschwungs der Jahre 2006–2010 die Lage zunächst verbessert hatte, wurde Polen von der weltweiten Wirtschafts- und Finanzkrise getroffen; die Jugendarbeitslosigkeit stieg wieder auf 26 Prozent. Die Disparität zwischen Verarmung und Konsumangebot lässt Frustrationen entstehen, die vielfach einen Nährboden für Gewalt und Kriminalität bilden. Andererseits lassen sie den Wunsch nach einer Identität jenseits des trostlosen Alltags und in Abgrenzung zu „den Anderen“ (Deutschen, Homosexuellen, Juden, „Zigeunern“ usw.) wach werden. Diese Umstände machen sich Fußball-Fanclubs und Hooligan-Gruppen ebenso zu Nutze wie nationalistische Gruppen wie die Jugendorganisation der Liga Polskich Rodzin (Liga der polnischen Familien) und die Młodzież Wszechpolska (Allpolnische Jugend). In diesem Klima entwickelte sich eine Neonaziszene, die sich der deutschen stark annähert und teilweise mit dieser gemeinsame Aktionen veranstaltet, so geschehen bei einer Jagd auf deutsche und polnische Punks in Frankfurt (Oder). Übergriffe auf Konzentrationslager und jüdische Friedhöfe sind keine Seltenheit. Wie in Deutschland sind Ausländer in manchen Regionen einer Gefährdung durch Rechtsextremisten ausgesetzt. Polen ist, wie die meisten osteuropäischen Staaten, Umschlagplatz für Devotionalien und Waffen aller Art. Auch hier veranstaltet die starke Blood-and-Honour-Bewegung oft und gerne Skinheadkonzerte.

### Russland

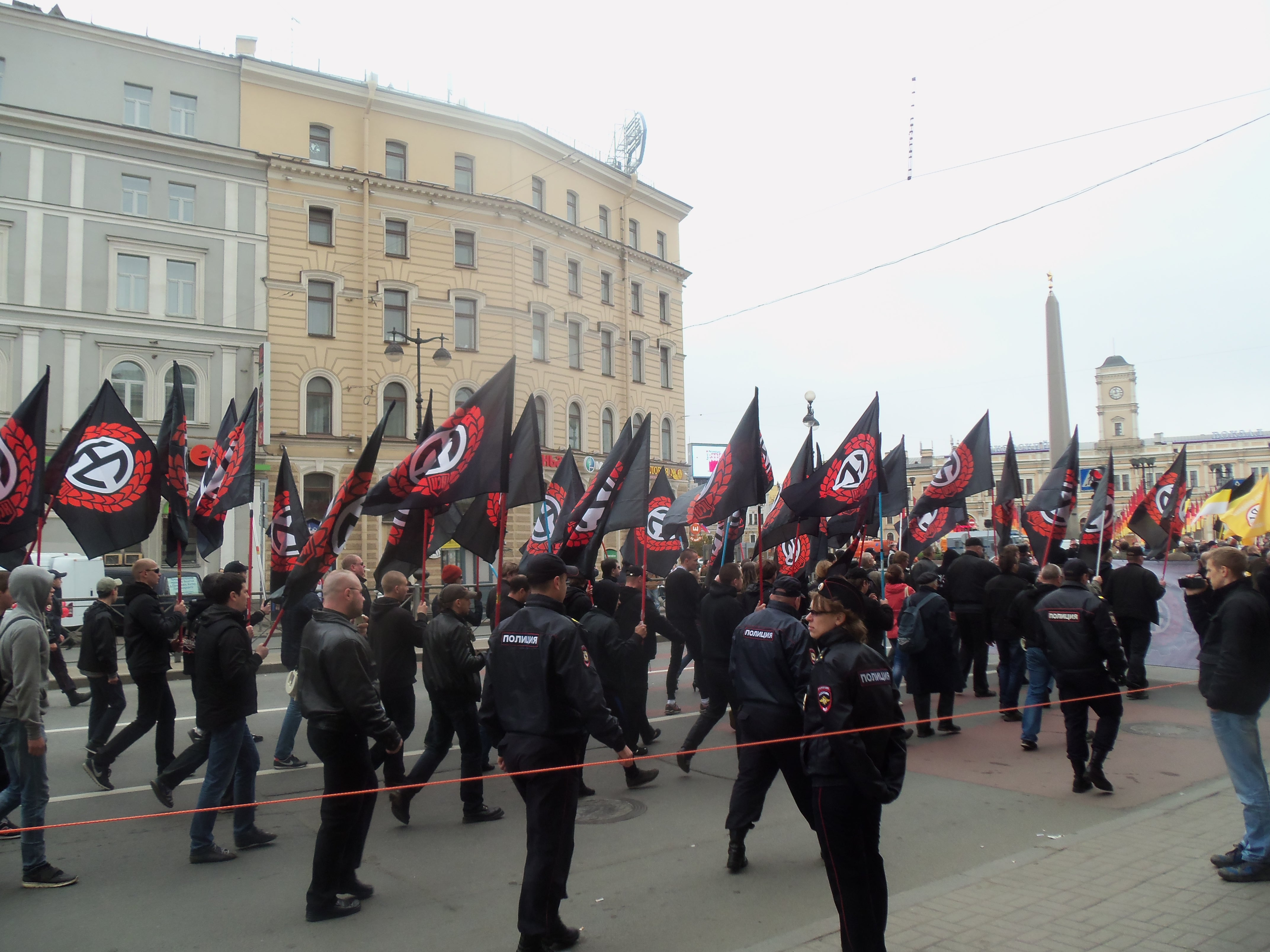
Russische Rechtsextremisten in Sankt Petersburg

Die Gruppe Pamjat, die in den letzten Tagen der Sowjetunion eine wichtige Position einnahm, zerfiel in den 1990er Jahren. Aus ihr heraus entstanden viele weitere rechtsextreme Gruppen in Russland wie die Russische Nationale Einheit und führende rechte Ideologen wie Alexander Geljewitsch Dugin, der 1988 und 1989 zur Führung von Pamjat gehörte. Die Liberal-Demokratische Partei Russlands (LDPR) war in den 1990er Jahren eine wichtige Kraft im rechten politischen Spektrum. Ihr Vorsitzender Wladimir Schirinowski unterhielt unter anderem Kontakte zu Gerhard Frey und Jean-Marie Le Pen. 1993 erzielte Schirinowski mit etwa 12 Millionen Wählerstimmen einen Erfolg, der in den internationalen Medien ein breites Echo fand. Bei den folgenden Wahlen blieb er jedoch stets unter dem Ergebnis von 1993.
Es ist umstritten, ob die Kommunistische Partei der Russischen Föderation (KPRF) zur Rechten gehört. Einerseits vertritt sie einen russischen Imperialismus und Nationalismus und ihr Vorsitzender Gennadi Andrejewitsch Sjuganow hat Kontakte zu ultranationalistischen, antisemitischen Organisationen. Andererseits sind Nationalismus und Fremdenfeindlichkeit nicht die wichtigsten Elemente der Partei. Die KPRF und die LDPR knüpfen beide an Ideologien aus unterschiedlichen politischen Lagern an, was eine eindeutige Verortung im Rechts-links-Spektrum erschwert.
Parteipolitisch war ferner die Nationalbolschewistische Partei Russlands (NBP, unter Eduard Limonow) in einigen größeren Städten präsent. Sie wurde 2005 verboten. Die SA-ähnlich organisierte Gefolgschaft der Russischen Nationalen Einheit (RNE) des mit deutschen Neonazikreisen befreundeten Alexander Barkaschow besteht dagegen bis heute. Die von dem Neonazi Dimitri Djomuschkin geführte Organisation Slawische Union gilt bis heute als eine der größten rechtsextremen Organisationen Russlands.
Als eine zentrale Figur des rechten Flügels in Russland gilt Alexander Geljewitsch Dugin, der eine quasi-geopolitische Ideologie des „Neo-Eurasismus“ vertritt. Er stieg in den 1990er Jahren rasant auf, war Berater des Duma-Sprechers Gennadi Seleznew und gründete die Bewegung Evrazija (deutsch „Eurasien“), die er später in eine Partei umwandelte, um als Teil des Parteienbündnisses Rodina Wladimir Putin zu unterstützen. Dugin gehört zum politischen und wissenschaftlichen Establishment in Russland.
In den 2000er-Jahren war ein Anstieg des latenten Rassismus, bei gleichzeitig steigender Zahl von Gewalttaten gegen Ausländer und Minderheiten, zu verzeichnen. Auch die Anzahl rassistisch motivierter Morde ist gestiegen. 2007 wurden 67 Menschen von Rechtsextremisten ermordet, weitere 550 zum Teil schwer verletzt. Nach Angaben der Organisation Sowa wurden im Jahr 2011 mindestens 20 Menschen und in den drei Jahren 2009 bis 2011 mindestens 155 Menschen durch autonome rechtsextreme Gruppen in Russland ermordet. Zu den Opfern zählen vor allem Kaukasier, Asiaten und Antifaschisten. Seit den 2010er-Jahren sind rechtsextreme Gewaltdelikte in Russland rückläufig; aber dennoch ist die Gewaltbereitschaft innerhalb des russischen Rechtsextremismus nach wie vor sehr hoch. Im Jahr 2012 wurden 19 Menschen durch Neonazis getötet und 178 verletzt. Außerdem kommt es im russischen Fußball häufig zu rassistischen Vorfällen.
Jährlich finden am 4. November „Russische Märsche“ statt, auf denen Rechtsextremisten gegen die Ausländerpolitik demonstrieren.
Auf ca. 50.000 Personen wird die gewaltbereite rechtsextreme Szene in Russland geschätzt; Fremdenfeindlichkeit ist darüber hinaus in weiten Teilen der russischen Gesellschaft verbreitet.
Im Russisch-Ukrainischen Krieg standen Anhänger der von Russland unterstützten sogenannten „Volksrepublik Donezk“ in enger Verbindung mit der neonazistischen Partei Russische Nationale Einheit unter der Führung von Alexander Barkaschow, die aktiv Kämpfer für die prorussischen Milizen anwirbt. Auch sollen Söldner der Gruppe Wagner für die russische Seite im Einsatz sein – ein privates russisches Militärunternehmen, das von dem Neonazi Dmitri Utkin gegründet wurde und wegen „schwerer Menschenrechtsverstöße“ auf einer Sanktionsliste der EU steht. Die Aufgabe der 400 Mann starken Miliz soll die Ermordung des ukrainischen Präsidenten Selenskyj sein. Während seiner Stationierung in Luhansk im Rahmen seines Einsatzes im russisch-ukrainischen Krieg bestand Utkin darauf, dass seine private Einheit Helme trägt, die den Helmen der deutschen Wehrmacht im Zweiten Weltkrieg nachempfunden sind. Utkin trägt Siegrunen der Schutzstaffel (SS) als Tätowierungen.

### Schweden
Schon im Zweiten Weltkrieg lieferte Schweden, trotz offizieller Neutralität, Eisenerz für die deutsche Wehrmacht. Schwedische Nationalsozialisten hatten bereits Listen für den Fall einer Machtergreifung bereit. Lange Zeit war der Umgang mit Neonazis teilweise halbherzig bis fahrlässig, erst seit kurzem wird die Szene wirklich ernst genommen.
Am 12. Mai 1951 fand in Malmö der erste „europäische Nationalkongress“ statt. 60 Delegierte aus zehn Nationen berieten über die Bildung eines europäischen rechtsextremen Netzwerkes sowie über die Kultivierung der SS-Europa-Idee.
Wie die Gesetze der meisten skandinavischen Länder gewährt auch das schwedische Strafrecht eine sehr weitreichende Pressefreiheit. Das macht diese Länder zu einem Brückenkopf des Vertriebes von Propagandamaterial sowie zum Aufmarschgebiet der Neonazis an ihren traditionellen „Gedenktagen“. So wird das Delikt der Volksverhetzung in Schweden durchschnittlich mit drei Monaten auf Bewährung bestraft; Gefängnisstrafen oder Strafen von bis zu einem Jahr – die in der deutschen Justiz gängige Eingangsforderung – werden kaum verhängt. Das resultiert auch aus einer langen Tradition der Verharmlosung rechtsradikaler Gewalt in Schweden: So wurden zum Beispiel 30 besonders aggressive Neonazis als Resozialisierungsmaßnahme für einige Wochen in eine Eliteeinheit des schwedischen Militärs geschickt, um sie sich „austoben“ zu lassen, so der Hintergedanke. In Wahrheit erhielten die Kriminellen eine kostenlose Waffenausbildung. Einer der Führer der Neonaziszene, Erik Blücher, bekam wegen des Verkaufs rassistischer Tonträger eine Gefängnisstrafe von drei Monaten, die aber zur Bewährung ausgesetzt wurde. Begründung: Es sei von einem einmaligen Vergehen seitens des Angeklagten auszugehen. Sein Partner, der Deutsche Marcel Schilf, leitet den Vertrieb der Blood and Honour, NS-Records. Von Helsingborg aus organisieren die beiden Schwedens Neonaziszene. Diese besteht laut Schätzungen im Kern aus höchstens 600 Personen – eine kleine, aber aktive Szene, die fast ausschließlich der in Deutschland verbotenen Blood-and-Honour-Bewegung zuzuordnen ist. Ihr ist auch mit Aussteigerprogrammen nur schwer beizukommen.
Die radikale Rechte in Schweden genießt mit ihrer effektiven, weil weitgehend ungestörten Propagandaproduktion – CDs, Bücher wie Die Auschwitzlüge des erst kürzlich in Dänemark verstorbenen Mitbegründers der deutschen Neonaziszene Thies Christophersen und andere Devotionalien werden von Blücher und Schilf europaweit vertrieben – und mit ihren brutalen Morden und Mordanschlägen (allein 1999 drei Tote; bei einem Briefbombenanschlag wurden zwei Journalisten und ein Kind verletzt) europaweiten „Respekt“ unter Gleichgesinnten.
Mittlerweile rücken neben Ausländern, Homosexuellen und Antifaschisten auch zunehmend staatstragende Persönlichkeiten in das Visier der Neonazi-Szene: 1998 erhielt Schwedens Justizministerin eine Briefbombe, die jedoch nicht explodierte.

### Spanien

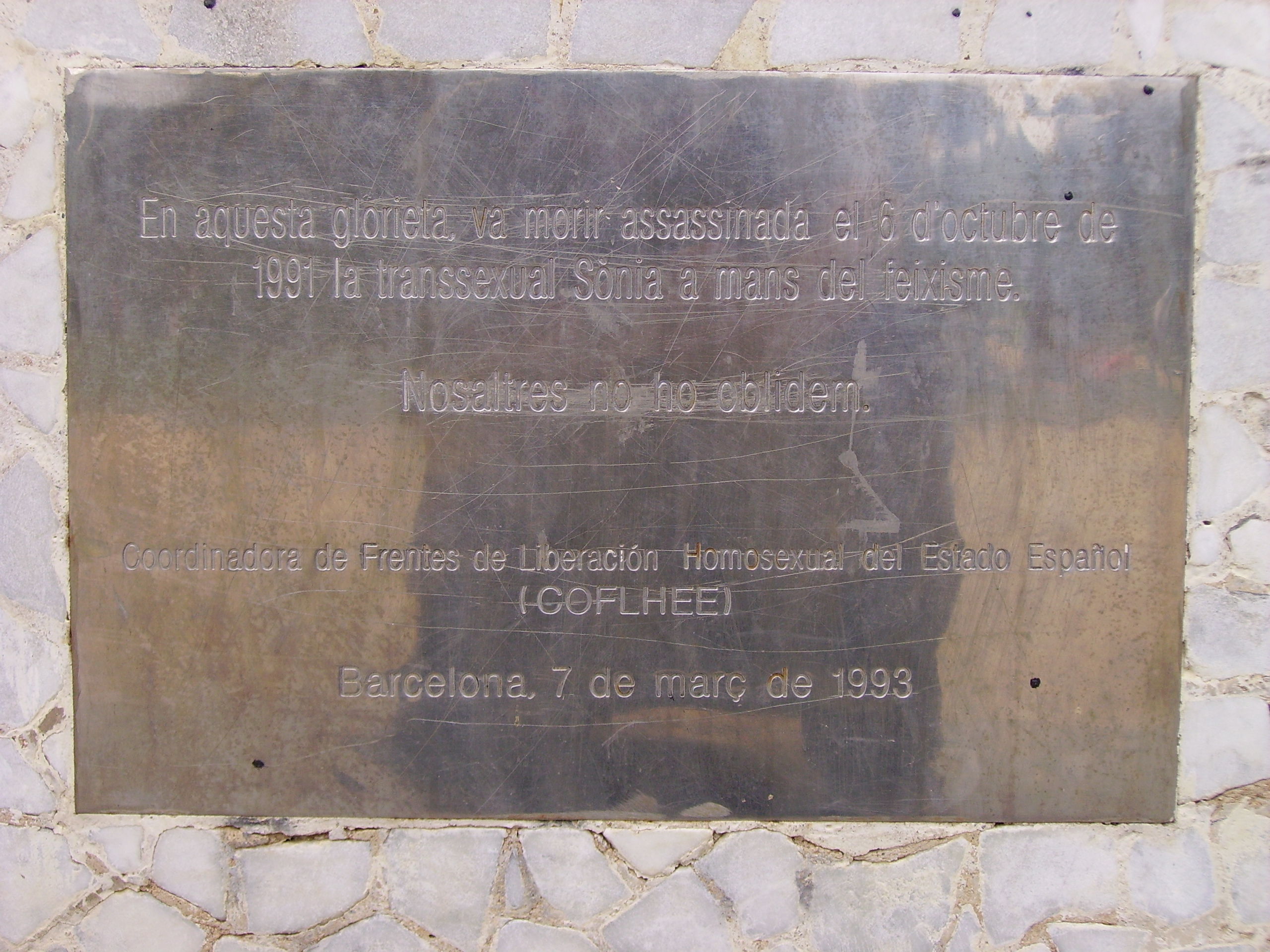
Gedenktafel an die 1993 in Barcelona von Rechtsextremisten ermordete Sònia

In Spanien existiert zwar eine staatliche Beobachtungsstelle gegen Rassismus und Fremdenfeindlichkeit, allerdings werden bislang keine offiziellen Statistiken über rechtsextreme oder rassistische Gewalt- und Straftaten geführt. Organisationen wie der spanische „Movimiento contra la Intolerancia“ (Bewegung gegen die Intoleranz) schätzen die Zahl der jährlichen rassistischen Übergriffe auf 4.000. In den Medien wird davon ausgegangen, dass sich die Zahl der organisierten Rechtsextremisten zwischen 11.000 und 15.000 bewegt. Die extreme Rechte kann an die Traditionen der Franco-Diktatur anknüpfen.
Bis zu Francisco Francos Tod 1975 konnten flüchtige Nationalsozialisten und später auch Neonazis, wie Otto Skorzeny, in Spanien Zuflucht finden. Auch danach wurden rechtskräftig verurteilte Altnazis, Rechtsextremisten und Holocaustleugner, wie der in Deutschland zu 22 Monaten Haft verurteilte ehemalige Offizier der Wehrmacht Otto Ernst Remer oder Léon Degrelle, nicht ausgeliefert. Maßgebliche Stellen des franquistischen Staats, der Nationalrat, der Königliche Rat und die Cortes, blieben zunächst weiterhin durch Franquisten besetzt, was eine Aufarbeitung der Franco-Diktatur nachhaltig verzögerte. Ende der 1970er Jahre kam es zu rechten Terrorakten. So kam es zu Bombenattentaten vermutlich rechtsgerichteter Kräfte gegen Carlisten des Partido Carlista (PC) auf dem Montejurra und 1977 zum Blutbad von Atocha. Die Aufarbeitung der Vergangenheit findet intensiv erst seit etwa 2000 statt. Die Beseitigung von Überresten der Diktatur löst immer wieder revisionistische Abwehrhaltungen aus.
Franquisten und Neofalangisten sind auch heute noch aktiv. So organisierten sie Demonstrationen gegen die Enteignung des Besitzes der untergetauchten Mitglieder der Neonazi-Gruppe „International Third Position“, die in dem Dorf Los Pedriches nahe Valencia drei Gebäude besitzt und eines zur Miete nutzte. Als rechtsextrem gilt u. a. der 1965 gegründete CEDADE (Círculo Español de Amigos de Europa, „Spanischer Kreis von Freunden Europas“), der sich mit rechtsextremen Gruppen in ganz Europa vernetzt hat. Als rechtsextreme Partei gelten die Plataforma per Catalunya, Alianza Nacional, Falange Auténtica und Democracia Nacional.
Eines der sozialen Probleme Spaniens, die illegale Einwanderung, wird wiederholt von Rechtsextremisten für ihre Zwecke instrumentalisiert. Vor allem in der Region Andalusien kommt es immer wieder zu Zwischenfällen. Am 5. Februar 2000 kam es zu einem dreitägigen Pogrom gegen marokkanische Gastarbeiter in El Ejido. Einheimische brannten insgesamt 500 marokkanische Behausungen nieder und zerstörten deren Geschäfte. Auch das Büro der spanischen Frauenorganisation Mujeres Progresistas, die sich um die illegalen Arbeiter kümmert, wurde angegriffen. Die Behörden griffen erst nach zwei Tagen ein.
Probleme mit Rechtsextremismus gibt es im spanischen Fußball. Einige Fanclubs werden von Rechtsextremisten dominiert. Im Dezember 1998 starb Aitor Zabaleta als Opfer rassistischer Gewalt eines Fußballanhängers. 2004 und 2005 gab es anhaltend motivierte rassistische Gewalt in Fußballstadien.
Verleger wie Pedro Varela Geiss publizieren Texte von Neonazis aus ganz Europa, darunter den Autor der Auschwitzlüge, Thies Christophersen, und die Österreicher Gerd Honsik und Walter Ochsenberger. Varela wurde als erster hochrangiger Nazi in Spanien Anfang 1999 wegen Aufstachelung zum Rassenhass zu fünf Jahren Gefängnis verurteilt. Nachdem Varela klagte, fällt das Leugnen des Holocaust seit 2007 nun unter die Meinungsfreiheit. Das Strafgesetzbuch, das bis dahin für dieses Vergehen eine Freiheitsstrafe von bis zu zwei Jahren vorsah, musste geändert werden.

### Ungarn
Ungarn verlor nach dem Ersten Weltkrieg 71 Prozent seines Gebiets und 64 Prozent seiner Bevölkerung. Ein Drittel der heute ca. 15 Millionen europäischen Magyaren lebt außerhalb der Landesgrenzen, vorwiegend in Rumänien und der Slowakei, andere in Serbien, Ukraine, Slowenien, Kroatien und Österreich. Diese Teilung des Landes, die durch den Vertrag von Trianon 1920 bestätigt wurde, ist für die Ungarn heute noch eine „nationale Schmach“. Vor allem seit dem Ende des Kommunismus treten verschiedene Gruppen und Parteien sowie auch Politiker der großen Parteien mit revisionistischen und nationalistischen Parolen gegen die Nachbarländer und nicht selten antisemitischen Ausfällen hervor.
Das Land war in den 1990er Jahren neben Deutschland eine Hochburg rechtsextremen Wirkens in Mitteleuropa. Dort wurden Waffen und illegales Propagandamaterial international gehandelt, es wurden Neonazikonzerte, Hundekämpfe und Wehrsportcamps abgehalten. Die wichtigste politisch anerkannte und zugelassene rechtsextreme Partei war die MIÉP (Partei für ungarische Gerechtigkeit und Leben), die von 1998 bis 2002 im Parlament vertreten war. Bei der Wahl 2006 bekamen MIÉP und ihre Partnerpartei Jobbik (Der Name ist eine ungarische Polysemie und bedeutet gleichzeitig in etwa Die Rechten und Besser) zusammen 2,9 % der Stimmen. Sie zogen somit nicht ins Parlament ein. Am 25. August 2007 wurde aus der Partei Jobbik heraus die paramilitärische Magyar Gárda (Ungarische Garde) gegründet. Diese gibt sich als nationaler, karitativer Verein. Ihr Auftreten in Uniform und Armbinde ist eindeutig nationalsozialistisch geprägt. Bei den Wahlen im April 2010 erhielt die Jobbik 12,2 % der Stimmen und wurde damit die zweitstärkste Fraktion.
Schon vor der Wende von 1989 gab es Verbindungen zwischen ungarischen und ostdeutschen Neonazis. Für deutsche Neonazis war Ungarn ein Urlaubsziel. Sie konnten dort preiswert und legal nazistische Symbole als Tattoos erwerben.
In den vergangenen Jahren richtete sich die rechtsextreme Szene vor allem gegen die Roma-Minderheit und gegen Homosexuelle. Seit 2007 wird die Gay-Pride-Parade durch Budapest von Rechtsextremisten gewaltsam gestört.
Ungarn ist nach Bulgarien das Land mit der höchsten Empfänglichkeit für Rechtsextremismus. Von 2003 bis 2009 hat sich der Anteil der Bevölkerung, der sich dafür ausspricht, verdoppelt.

### Europa
Ein vertraulicher Lagebericht der Polizeiagentur Europol spricht im September 2019 von der Zunahme rechtsextremer Gewalt und internationaler Vernetzung in Europa. Demzufolge sei die Zahl der Verhaftungen im Zusammenhang mit rechtem Terror in Europa in den vergangenen drei Jahren kontinuierlich und signifikant gestiegen (2016: 12, 2017: 20, 2018: 44 Verhaftungen). Signale seien u. a. die Morde an Walter Lübcke und an der britischen Politikerin Jo Cox. Letztere Gewalttat steht in Verbindung mit Aktivitäten im Themenfeld Brexit. Rechtsradikale Gruppen versuchen demnach, Mitglieder aus Militär und Sicherheitsbehörden anzuwerben. Als Objekte des rechten Terrors werden Asylbewerber, Muslime, Politiker, politische Gegner aus dem linken Spektrum und sexuelle Minderheiten genannt. Das Thema steht Anfang Oktober 2019 auch auf der Tagesordnung der EU-Innen- und Justizministerkonferenz.

### Vereinigte Staaten

Ku-Klux-Klan-Symbol: das brennende Feuerkreuz

In den 1960er Jahren war die American Nazi Party (ANP) von größerer Bedeutung. Bis heute aktiv ist die National Alliance (NA). Auch der Ku-Klux-Klan ist heute noch vor allem in den Südstaaten aktiv. Die fundamentalistische Organisation richtet sich insbesondere gegen Afroamerikaner, Juden und Katholiken. Daneben gibt es die der NSDAP/AO nachempfundene NSDAP-Aufbauorganisation von Gary „Gerhard“ Lauck. In den USA werden aufgrund des dort besonders ausgeprägten Rechts auf Freiheit der Meinungsäußerung Menschen, die NS- und sonstiges rechtsextremes Gedankengut verbreiten, nicht rechtlich verfolgt.
Die mit der Militia-Bewegung sympathisierenden Terry Nichols und Timothy McVeigh verübten am 19. April 1995 einen Bombenanschlag auf das Murrah Federal Building in Oklahoma City. Bei diesem bis zum 11. September 2001 schwersten Terroranschlag in der Geschichte der Vereinigten Staaten wurden 168 Menschen getötet. Beide Täter wurden mittlerweile verurteilt, McVeigh wurde hingerichtet. Der Hintergrund des Anschlages gilt als multikausal, rechtsextreme Motive werden nicht ausgeschlossen.
Das Southern Poverty Law Center schätzt in seinem Jahresbericht, dass die Anzahl der rechtsradikalen Gruppen 2008 um über vier Prozent gestiegen ist. Die Gesamtzahl solcher Gruppen beziffert es auf 926.
Am 7. April 2009 gab das Department of Homeland Security in Koordination mit dem Federal Bureau of Investigation ein nur zum Dienstgebrauch bestimmtes Memorandum über Rechtsextremismus heraus. Da es in diesem Zusammenhang amerikanische Veteranen erwähnte, kam es zu einer öffentlichen Kontroverse, aufgrund deren United States Secretary of Homeland Security Janet Napolitano eine offizielle Stellungnahme veröffentlichte. Schließlich kündigte Napolitano im Mai 2009 an, das Memorandum von den Webseiten des DHS entfernen und durch einen präziseren Bericht ersetzen zu lassen.

### Kurzübersicht über weitere Länder

#### Historische Besonderheiten
| Land                  | Historische Besonderheiten |
| --------------------- | --- |
| Albanien              | Rechtsextremisten in Albanien streben ein ethnisch homogenes Großalbanien an. Dazu gehören Teile Makedoniens und Griechenlands. Von einer extremen Minderheitsposition ist hier nur bedingt auszugehen, da Teile der albanischen Bevölkerung diese Ziele begrüßen und sich zumindest die Vereinigung mit dem Kosovo wünschen. |
| Baltikum              | Rechtsextremisten sehen zuvorderst in den russischen Revisionisten ihren Feind. |
| Bulgarien             | In Bulgarien gibt es eine traditionalistische rechtsextreme Bewegung, die an die faschistischen Unterstützer Hitlers anknüpft. Der jährliche Lukow-Marsch im Februar, zu Ehren Christo Lukows, ist in den letzten Jahren ein Anziehungspunkt für Neonazis aus ganz Europa geworden. |
| Dänemark              | In Dänemark werden durch die liberale Gesetzgebung rechtsextremer Betätigung kaum juristische Schranken gesetzt. So fanden in den letzten Jahren größere Kundgebungen der europäischen Rechten, wie zum Beispiel die Rudolf-Heß-Gedenkmärsche, in Dänemark statt. Die dänische NS-Bewegung wird von ihren Gegnern als „Nullität“ verspottet, die Aktivisten geben als Hauptziel die ausländischen Propagandisten an. |
| Griechenland          | Von 1967 bis 1974 übernahmen rechtsextreme Offiziere unter Georgios Papadopoulos durch den Obristenputsch die Macht in Griechenland und errichtete eine Militärdiktatur. Neben der, von der Friedrich-Ebert-Stiftung als rechtsextrem eingestuften, Partei Laikos Orthodoxos Synagermos gibt es eine Vielzahl von Splittergruppen mit rechtsextremem bis faschistischem Hintergrund. Im Zuge der Finanzkrise verzeichnete insbesondere die Chrysi Avgi großen Zulauf. |
| Irland                | In Irland und Nordirland gibt es einen sehr ambivalenten Nationalismus, der sich von links nach rechts durch das Parteienspektrum und die politischen Kampfgruppen zieht. Rechtsradikale Positionen lassen sich z. B. bei den loyalistischen Terrororganisationen UVF und LVF feststellen. Die republikanischen Kampfgruppen wie die IRA oder die INLA verfolgen aber, trotz des stark ausgeprägten Nationalismus, sozialistische Ziele. |
| Israel                | Nach dem Zweiten Weltkrieg versuchten jüdische Rechtsextremisten die Versöhnung mit Deutschland zu verhindern und lehnten deshalb deutsche Wiedergutmachungsleistungen ab. So versuchten Aktivisten der Irgun 1952 Konrad Adenauer durch eine Paketbombe zu ermorden. Heutzutage richten sich die Aktionen (jüdischer) Rechtsextremisten in Israel meistens gegen die Verständigungspolitik mit den Palästinensern. Es werden territoriale Ansprüche erhoben. Teile der jüdischen Siedlerbewegung sind rechtsextrem beeinflusst. Als rechtsextrem gelten die Parteien Eretz Jisra’el Shelanu und Otzma LeJisra’el sowie die Untergrundorganisationen Kach und Kahane Chai. Zu den Anschlägen, die Rechtsextremisten in Israel verübten, gehören u. a. das Massaker des Baruch Goldstein 1994, die Ermordung des israelischen Ministerpräsidenten Jitzchak Rabin durch Jigal Amir 1995, die Schießerei von Schefar’am durch Eden Natan-Zada 2005 wie auch ein Anschlag im westjordanischen Dorf Duma 2015. |
| Japan                 | Hauptartikel: Uyoku (jap. 右翼, deutsch ‚Rechter Flügel‘) ist ein Oberbegriff für die politische extreme Rechte in Japan, deren knapp hunderttausend Aktivisten und mehrere hundert Gruppen ebenfalls mit diesem Begriff bezeichnet werden. Etwa 800 dieser Gruppen sind organisiert im Dachverband Alljapanische Konferenz Patriotischer Verbände, die während ihrer Geschichte stark mit der Yakuza zusammenarbeitete. Synonym wird auch der Begriff Ultranationalismus (超国家主義, chō kokka shugi) verwendet, um die Ideologie dieser Bewegung zu charakterisieren. |
| Jugoslawien (ehemals) | Im Zerfall des ehemaligen Vielvölkerstaats Jugoslawien seit 1989 traten in allen Teilregionen Revanchismus und Nationalismus hervor. Sowohl die großen Bevölkerungsgruppen der orthodox-slawischen Serben („Großserbien“-Ideologie u. a. von Slobodan Milošević), Makedonier und Montenegriner, der katholischen Kroaten und Slowenen (hier aufgrund der friedlichen Trennung vom Rest Jugoslawiens und der guten Zusammenarbeit mit Österreich und Italien relativ schwach ausgeprägt) und bosnischen und montenegrinischen Muslime als auch die albanischen und ungarischen Minderheiten verfügen über starke nationalistische Gruppen und zum Teil Paramilitärs sowie eine nationalistisch gesinnte Bevölkerung. |
| Kroatien              | Die Regierung Tuđman in Kroatien wurde von Oppositionellen als erstes faschistisches Regime bezeichnet, das das postkommunistische Osteuropa hervorgebracht hat. Kroatische Rechtsextremisten ehren die Mitglieder der faschistischen Ustascha-Bewegung, die an der Seite Hitlers grausam gegen die Serben vorging, und pflegen gerade seit der Anerkennung Kroatiens durch Deutschland wieder enge Kontakte zur rechtsextremen Szene. |
| Luxemburg             | Luxemburg ist von Angehörigen fast aller europäischer Nationen besiedelt und besitzt keine rechtsextremen Parteien oder Gruppen. Allerdings gibt es immer mehr Menschen, zumeist Jugendliche, die sich nationalistischem Gedankengut anschließen und zum Teil auch offen gegen den hohen Ausländeranteil protestieren. Bislang gab es jedoch keine Ausschreitungen. Zwischen 1987 und 1995 existierte in Luxemburg die rechtsextreme National-Bewegong um den Volkswirt Pierre Peters, die bei Wahlen erfolglos blieb. Der Initiative Wee2050, die unter anderem für den Erhalt der luxemburgischen Sprache und gegen übermäßiges Bevölkerungswachstum durch Ausländer und „Grenzgänger“ eintritt und bei der Parlamentswahl 2018 in einem Bündnis mit der nationalkonservativen Alternativ Demokratesch Reformpartei antrat, wird teilweise eine mangelnde Distanzierung zu rechtsextremen Positionen vorgeworfen. In der Nacht auf den 1. März 2020 erfolgte ein Zugriff mit 60 Beamten auf ein Einfamilienhaus in Hauptstadtnähe; dabei wurde ein 18-Jähriger verhaftet, der verdächtigt wird, sich durch Propaganda im Darknet fanatisiert zu haben, und im Besitz von bombenfähigem Material gewesen sein könnte. |
| Österreich            | Laut Auskunft des Bundesministeriums für Inneres geht vom Rechtsextremismus in Österreich keine Gefahr für die Demokratie aus. Im europäischen Vergleich bewege sich der Rechtsextremismus in Österreich auf niedrigem Niveau. Seit 2004 lässt sich jedoch ein verstärktes Zusammenrücken innerhalb der rechtsextremen Szene erkennen. Als rechtsextremes Sammelbecken gilt die Arbeitsgemeinschaft für demokratische Politik (AFP) mit ihrer Jugendorganisation Bund freier Jugend (BfJ). Die rechtsextreme Skinheadszene zeichnet ein hohes Gewaltpotential aus. Es gibt Überschneidungen mit der gewaltbereiten Hooliganszene. In der Neonaziszene lässt sich ein Nachwuchsmangel erkennen, der existenzgefährdend für einige rechtsextreme Gruppen ist. |
| Portugal              | Im Jahr 2006 stufte der portugiesische Geheimdienst Neonazis als „ernstzunehmende Bedrohung der nationalen Sicherheit des Landes“ ein. Insbesondere gehe die Gefahr von vermehrten Aufrufen zur Gewalt aus. |
| Rumänien              | Die Mehrheit der rumänischen Rechtsextremisten fordert ein Großrumänien, das auch Moldawien und die zur Ukraine gehörende Nordbukowina und Süd-Bessarabien umfassen soll. |
| Schweiz               | Rechtsextremismus in der Schweiz wird zumeist mit gewaltbereiten Neonazi-Skinheads assoziiert; für andere Gruppen wird die Bezeichnung national- oder rechtskonservativ verwendet. |
| Serbien               | Vor allem nationale Minderheiten sind Zielgruppe von Gewalttaten serbischer Rechtsextremisten. Diese zeichnen sich durch anti-europäische und antiwestliche Einstellungen aus. Ein Unterschied zu rechtsextremen Strukturen im Westen ist die Nähe serbischer Rechtsradikaler zur serbisch-orthodoxen Kirche, wobei einerseits kirchliche Mythologie und Symbole übernommen werden und andererseits Teile des Klerus mit den rechtsnationalistischen Ideen sympathisieren. |
| Slowakei              | In der Slowakei ist die rechtsextreme Bewegung traditionalistisch ausgerichtet und speist sich aus der Verehrung des Prälaten Jozef Tiso, der Präsident des von Hitler nach der Besetzung der Tschechoslowakei errichteten slowakischen Satellitenstaates war. In der Slowakei wurde immer wieder, zum Teil mit Erfolg, versucht, die Minderheiten in ihren Rechten einzuschränken und zu unterdrücken. Historisches Feindbild liefert die ungarische Minderheit ab, da die Slowakei bis 1918 zum ungarischen Königreich gehörte. |
| Slowenien             | Neben der (auch im Parlament vertretenen) Slowenischen Nationalen Partei SNS gibt es die Nationale Arbeitspartei NSD mit guten Kontakten ins rechtsextreme Milieu und als Organisation mit paramilitärischen Einheiten die Nationalsoziale Union Sloweniens NSZS. Ein beherrschendes Thema der slowenischen Rechtsextremen ist neben Ablehnung von Einwanderung, Hetze gegen Minderheiten und der Propagierung einer „Reinhaltung Sloweniens“ vor allem Feindschaft gegenüber Österreich, die sich insbesondere auf Gebietsansprüche gründet. Daneben spielen Vorwürfe an Österreich wegen dessen angeblich antislowenischer Politik (auch gegenüber der slowenischen Minderheit) eine Rolle. |
| Südafrika             | Rechtsextreme Parteien gab es in Südafrika vor allem unter dem Apartheids-Regime. Nach dessen Ende ist ihre Bedeutung jedoch stark gesunken. Im Mittelpunkt der Auseinandersetzung standen vor allem die Buren. |
| Tschechien            | Das Oberste Verwaltungsgericht in Brünn hat am 17. Februar 2010 die Auflösung der rechtsextremen „Dělnická strana“ (Arbeiterpartei, DS) angeordnet. Vereinzelt kommt es zu Übergriffen auf Roma und Asylbewerber anderer Hautfarbe. Für die rechtsextreme Szene stellt Tschechien einen Umschlagplatz für illegales Propagandamaterial und militärische Ausrüstung dar. Des Weiteren ist es Austragungsort von Konzerten und Treffen der Szene. |
| Ukraine               | Die ukrainischen Rechtsextremisten arbeiten mit Gleichgesinnten aus Moldawien und Georgien zusammen gegen die Ansprüche polnischer, russischer und rumänischer Nationalisten. Zu den wichtigen Akteuren der rechtsextremen Szene zählen die Partei Allukrainische Vereinigung „Swoboda“ sowie die paramilitärische Organisation und Partei Prawyj Sektor. Im Krieg in der Ukraine seit 2014 spielten oder spielen teilweise rechtsextreme Freiwilligenbataillone eine wichtige Rolle. Auch die populistische Radikale Partei Oleh Ljaschkos hatte Verbindungen zu Rechtsextremen, wird aber meist nicht als rechtsextrem eingeordnet. |

#### Protagonisten
| Land      | Protagonisten |
| --------- | --- |
| Belgien   | - Léon Degrelle - Karel Dillen - Frank Vanhecke                                                                         |
| Israel    | - Effi Eitam - Meir Kahane - Mike Guzovsky - Baruch Marzel                                                              |
| Lettland  | - Joachim Siegerist (LNNK)                                                                                              |
| Slowakei  | - Jan Slota griff in seiner Zeit als Parteivorsitzender der SNS in seinen Reden faschistische Losungen und Begriffe auf |
| Südafrika | - Eugène Terre’Blanche                                                                                                  |
| Ungarn    | - Gábor Vona - István Csurka                                                                                            |